# Il-76 (航空機)
 Il-76
- 用途：軍用輸送機
- 分類：輸送機
- 設計者：イリューシン設計局
- 製造者：

- TAPOiCh（2012年まで）
- アヴィアスタル-SP（2012年以降）

- 運用者

  -  ソビエト連邦（ソ連空軍）
  -  ロシア（ロシア空軍）
  -  インド（インド空軍）[1]
  -  中国（中国空軍）
  -  北朝鮮 （高麗航空）
  -  ウクライナ (ウクライナ空軍)

他
- 初飛行：1971年3月25日[2]
- 生産数：960機
- 運用開始：1974年6月.[3]
- 運用状況：現役
- 派生型：

  - Il-78（空中給油機）
  - A-50（早期警戒管制機）
  - A-60（レーザー実験機）
  - A-100（早期警戒管制機）

Il-76(イリューシン76；ロシア語:Ил-76)は、ソビエト連邦のイリューシン設計局の開発した大型の軍用輸送機である。ロシア連邦などにおいても空挺降下を含めて引き続き運用されている。北大西洋条約機構（NATO）が用いたNATOコードネームでは「キャンディッド」（Candid：率直な、誠実な、の意）。

## 概要
Il-76は冷戦下の1967年に開発が始まった機体で、6時間以内に5,000kmの距離を40tの貨物を運搬し、短く整備されていない滑走路でも使用でき、さらに飛行機が飛ぶ上では気象条件が最も悪い冬季のシベリアと北極地域でも運用できるという条件を満たすことが求められていた。
2020年4月にロシア連邦軍の空挺部隊がアレクサンドラ島で実施した、北極圏初の集団パラシュート降下でも母機を務めた。

## 開発
イリューシンの構想の基本的なレイアウトはアメリカ合衆国のロッキードC-141 スターリフターと酷似していたが、機体サイズがはるかに大きく、エンジンも強力であった。1971年3月25日に初飛行が行われた。飛行試験を経てタシュケントの工場で量産が始まり、1974年に軍用型のIl-76Mが就役した。
胴体延長型で輸送力の大きいIl-76MFは試作機が1995年8月1日に飛行したが、1997年頃にロシア空軍の緊縮予算のためにIl-76TFとともに生産不可能になった。他にD-30KPエンジンをPS-90A-76に換装する計画もあり、1機がIl-76MD-90として飛行試験を実施したが、費用が高いため廃案になった。しかし、民間用として同様にヨーロッパの騒音制限を満たすためにエンジンをPS-90に換装するなど近代化されたIl-76TD-90VDの開発が2004年から開始され実用化された。
2012年9月22日には最新型であるIL-76MD-90Aが初飛行した。Il-76MD-90Aは総重量463,000ポンド (210 t)で4発のPS-90A-76ターボファンエンジンを備え、117,001ポンド (53 t)の貨物を2,700海里 (5,000 km)輸送する能力を備える。

## 構造
機体は、T字尾翼に高翼構造で一般的な輸送機と同様の構成である。設計は、当時アメリカ空軍で配備され始めたC-141 スターリフターの影響を受けているが、シベリアや北極など極地あるいは整備の行き届いていない荒れた未舗装の滑走路からの運用を考慮してSTOL性を重視した後退角付き主翼が採用され、着陸装置は全てダブルタイヤで前は4輪、後は16輪と非常に頑丈な設計である。
エンジンは、初期はMiG-31が搭載していたD-30F6よりアフターバーナー部を除いた、D-30KPを4発搭載する。エンジンの懸架方式はソ連の大型航空機ではじめて主翼にパイロンで吊るす方式が採用された。後にエンジンは、改良型のD-30KP-2となり、最終的に近代的なPS-90に換装された。これにより12%効率が改善された。また、PD-14Mエンジンへのさらなる換装が検討されていることが2013年のMAKSで発表されている。この場合PS-90装備機よりもさらに12%効率が向上するという。
機首下面はガラス張りの航法士席になっており、先端には気象レーダーが搭載され、その下のレドームにはマッピング用のレーダーが収容される。軍用型では、垂直尾翼下の尾部ターレットに2基のGSh-23L機関砲を装備する。また、取り外し式のパイロンのラックに爆弾を機外に携行することもできる。
貨物室の寸法は奥行き20m、縦幅3.4m、横幅3.46mでBMD-1などを輸送できる。貨物室は中床を設置することで、二段積みとすることも可能である。貨物扉の下側の扉はランプと兼用で、車輌の自走搭載や物資の空中投下が可能である。人員は167名が搭乗できるが、二段積みの際は245名まで増やすことができる。
アビオニクスはアナログ計器のみであったが、後のモデルや改修型ではグラスコックピット化された。全天候運用を可能にするため、自動航法装置、自動着陸装置などを備えているほか、軍用型では自己防衛装置としてレーダー警報受信機、APP-50Rチャフ・フレア・ディスペンサーを搭載する。

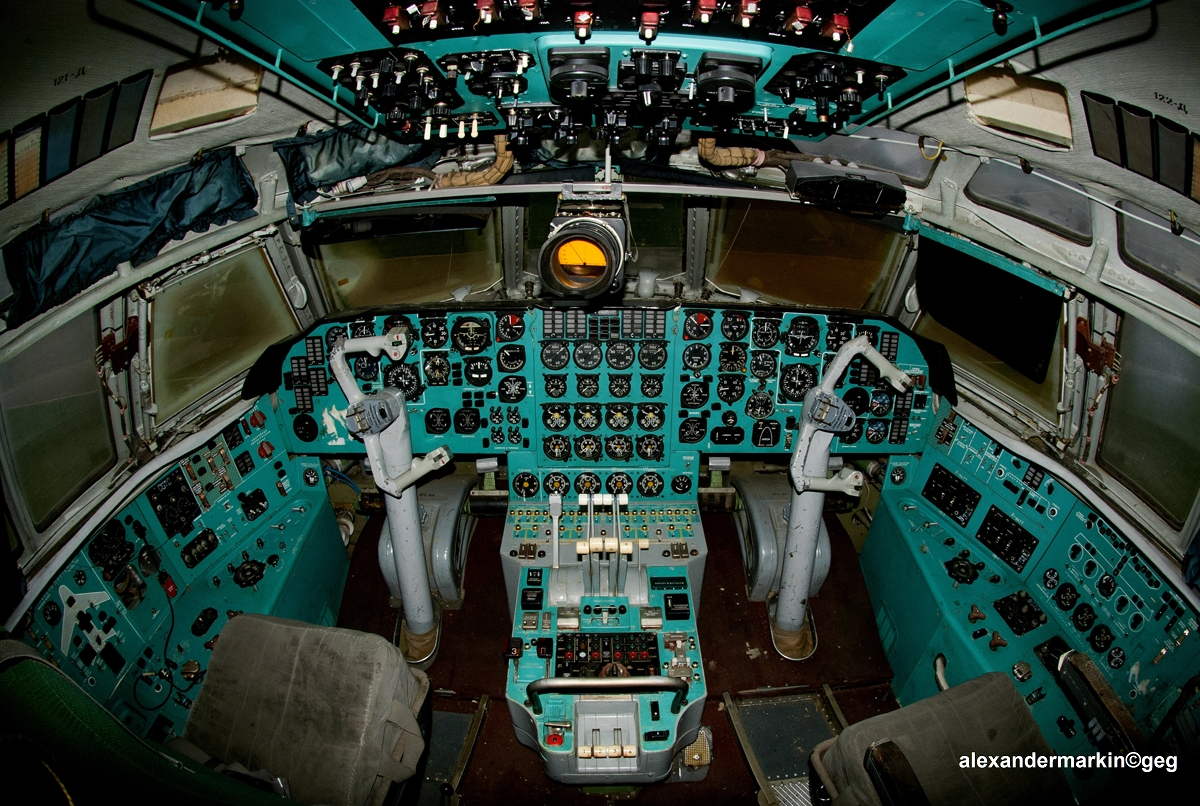
コックピット（IL-76M）
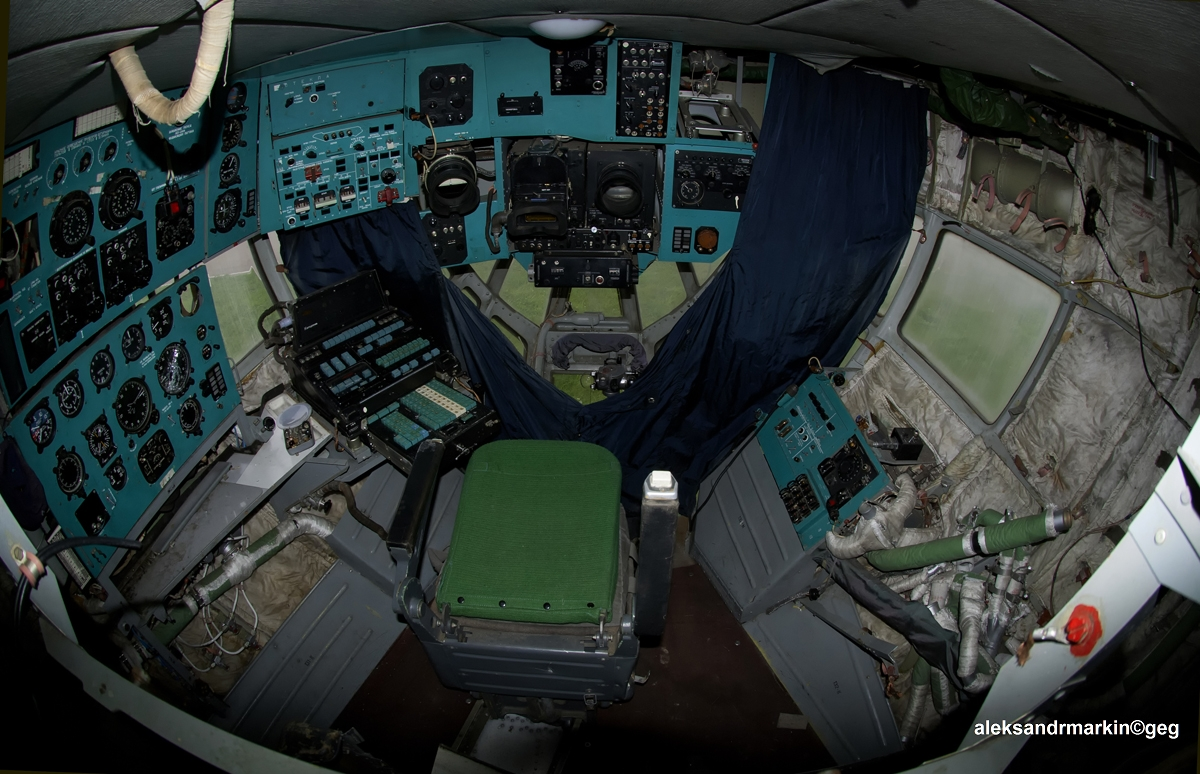
航法士席
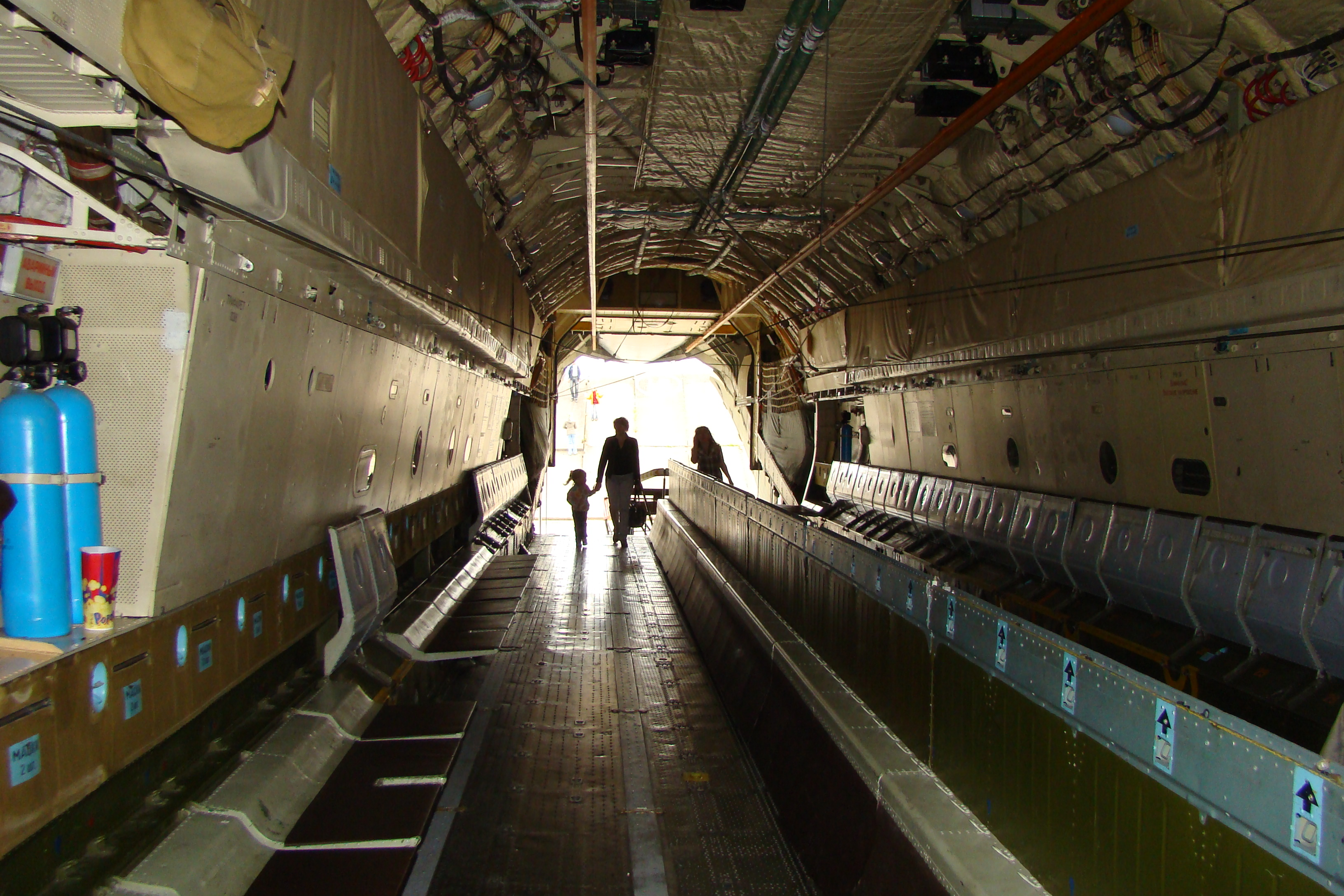
貨物室
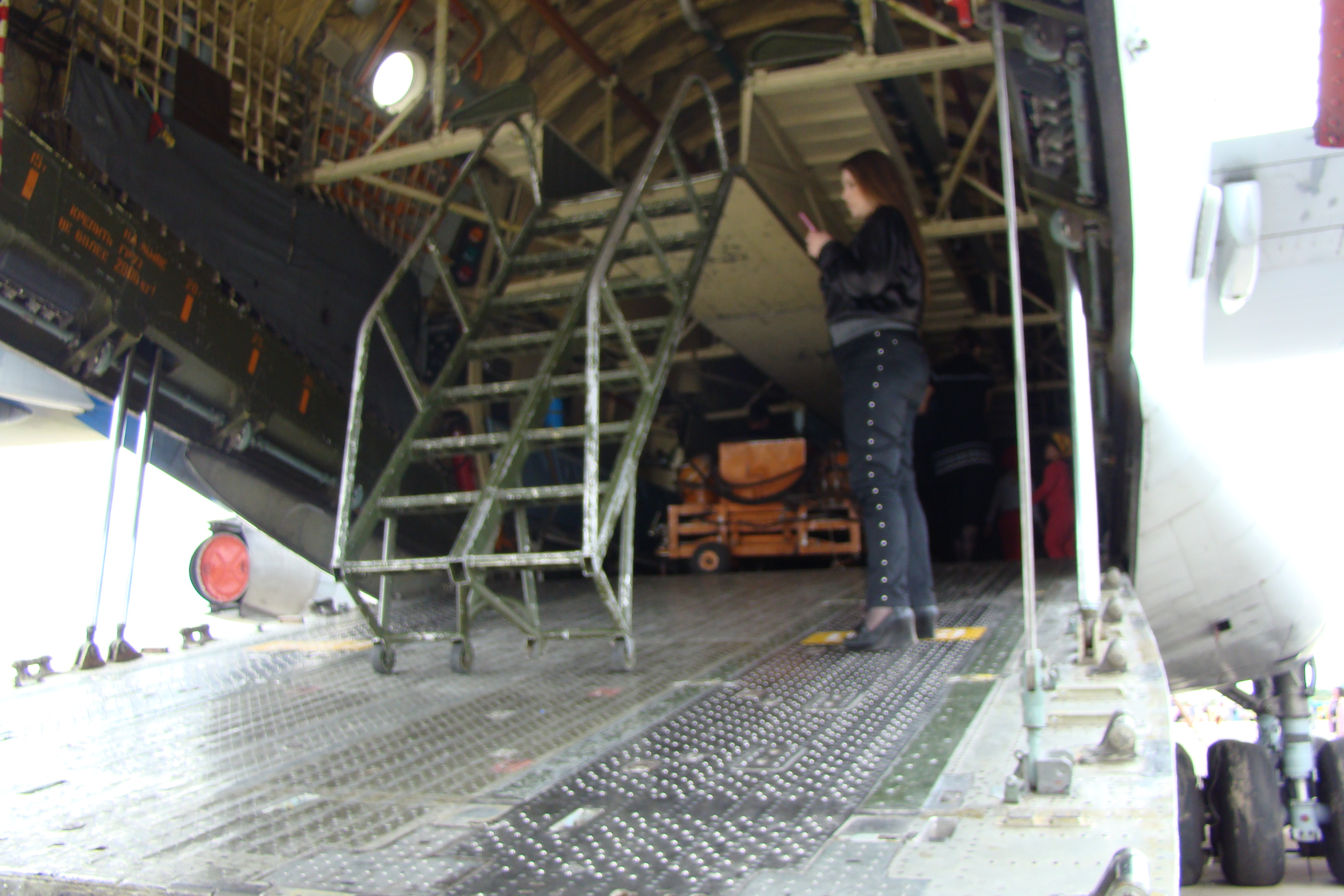
中床を設置した貨物室
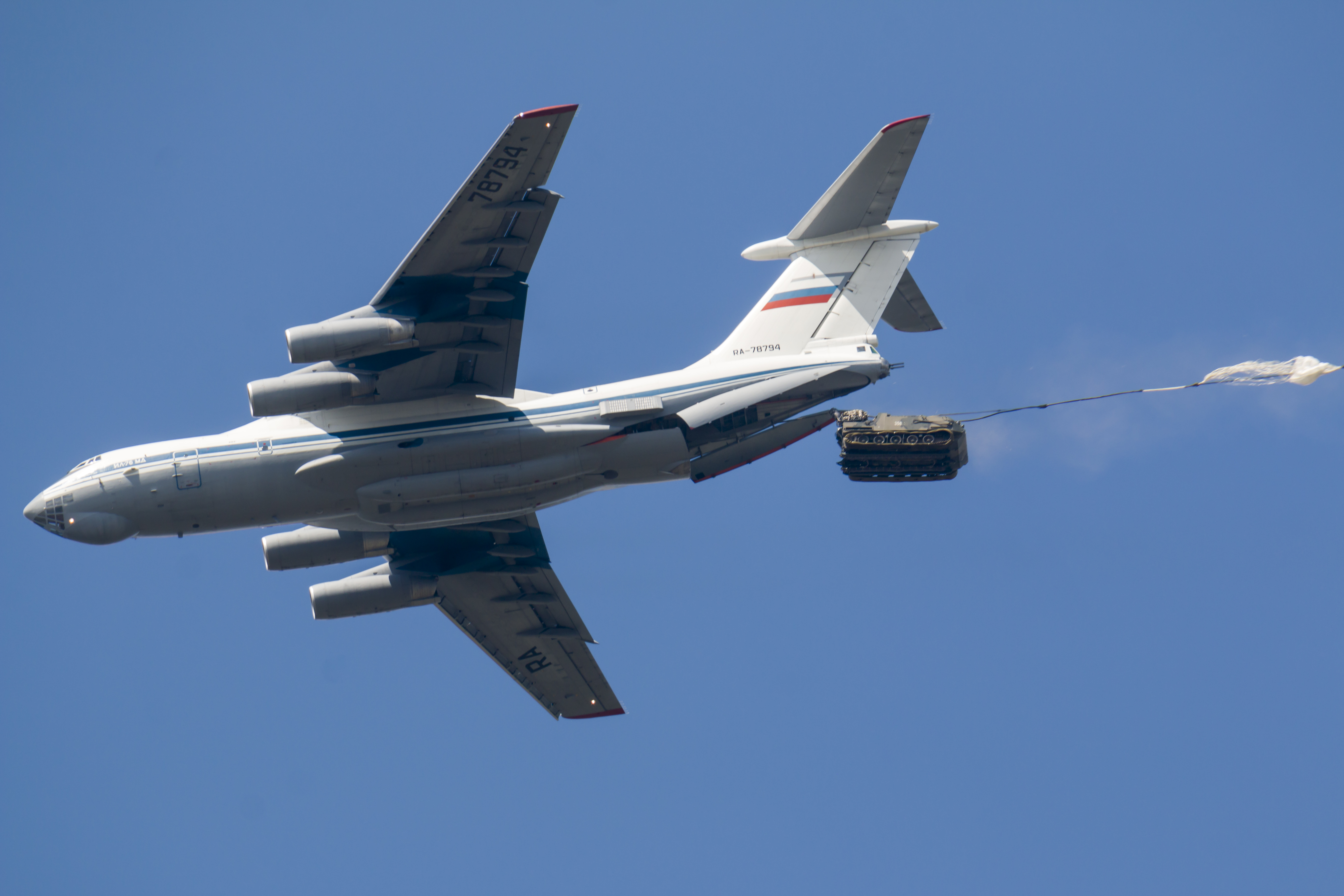
車両を空中投下
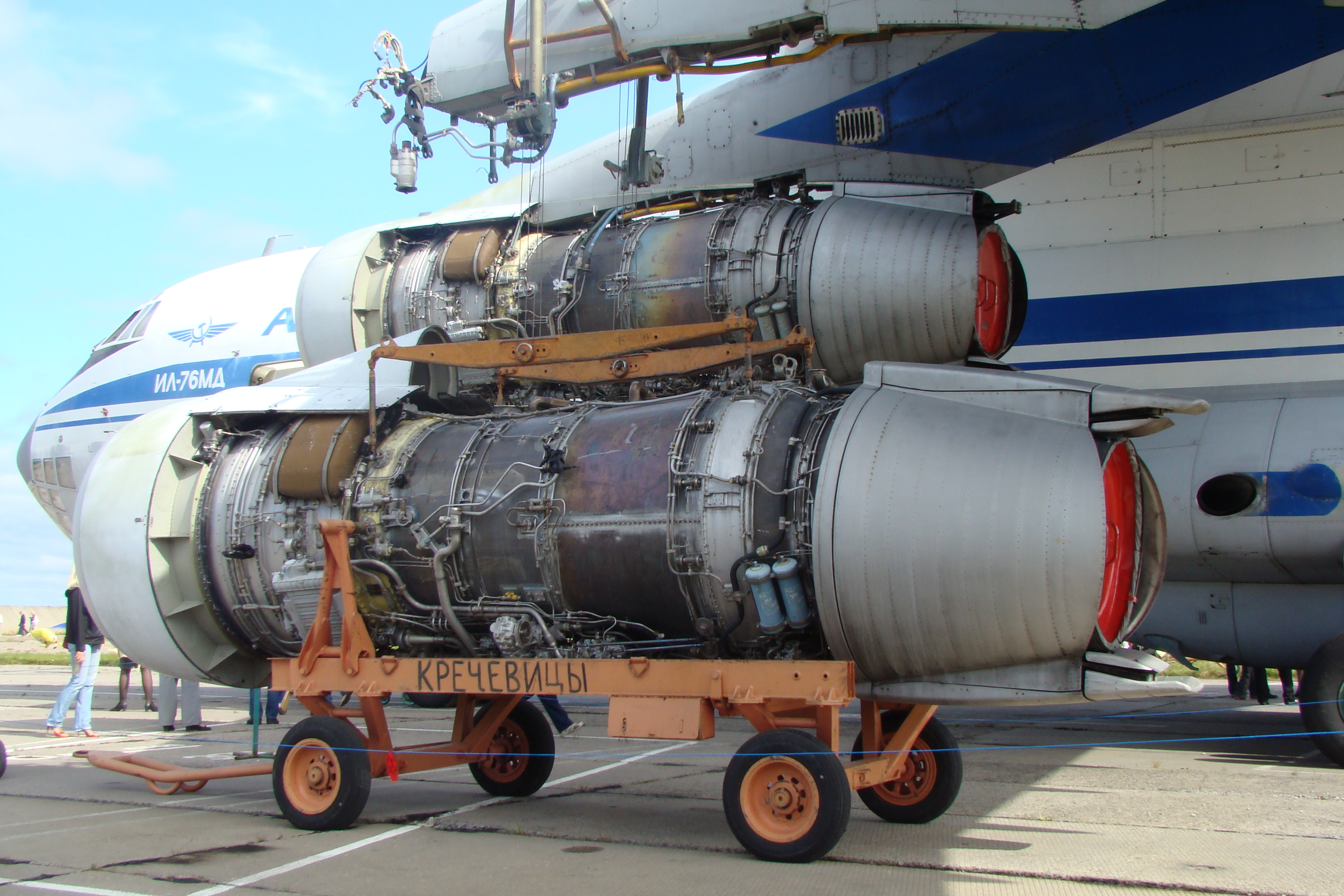
D-30KPエンジン
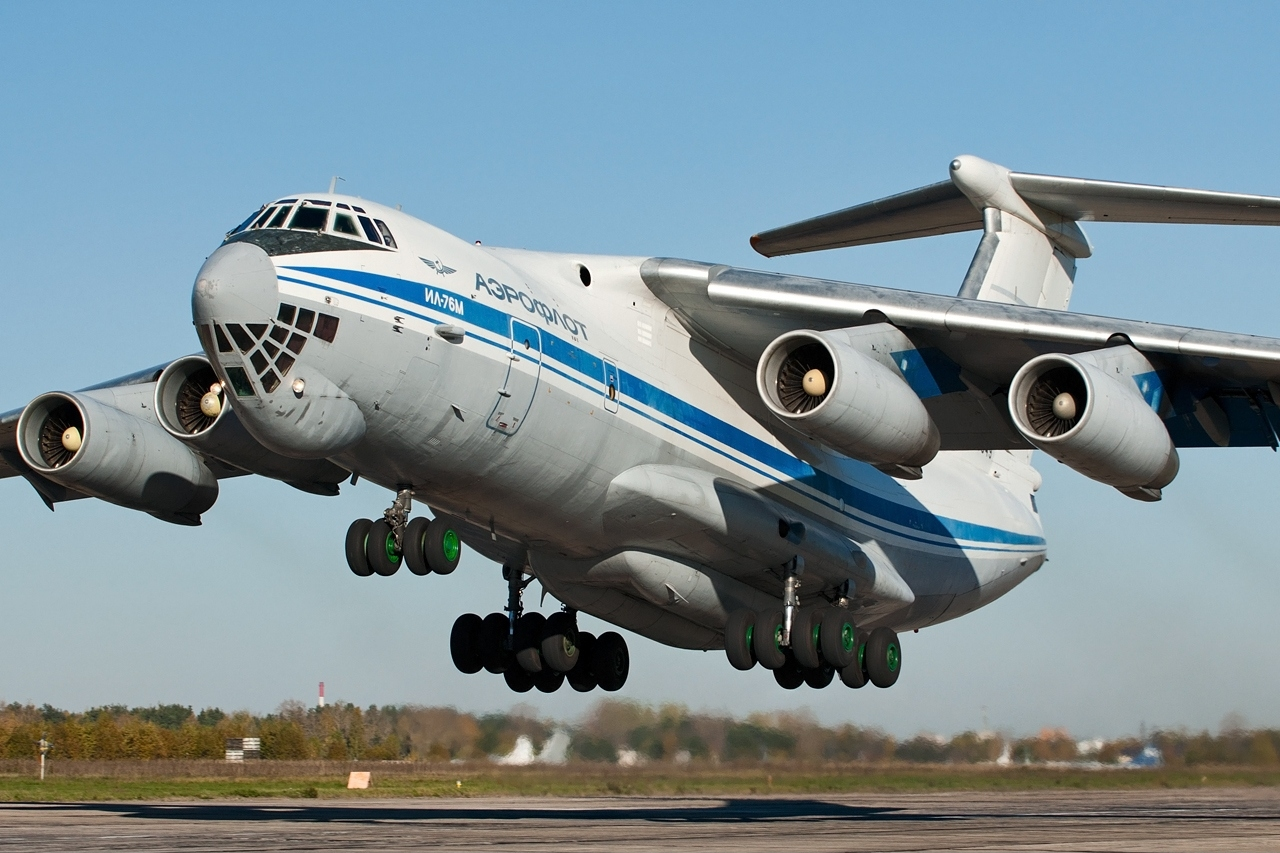
降着装置
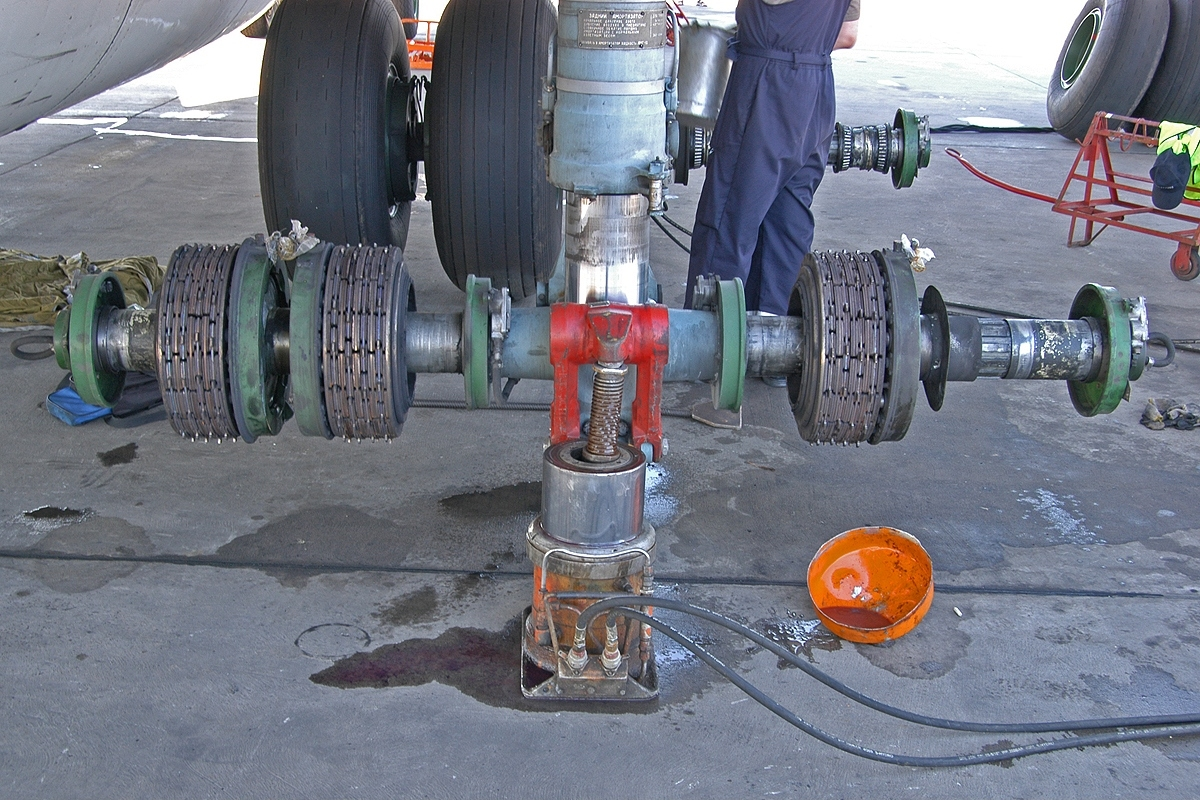
タイヤを外した降着装置

## 運用
Il-76は40t以上の積載能力のあるジェット貨物機としては最も広く使われており、その能力が買われて南極でも物資輸送に運用されている。南極で運用されるロシア機としては他にもAn-2などがある。
2005年8月ハリケーン・カトリーナによる災害の際には初めてロシアからの救援機としてIl-76が北アメリカに飛来し、ニューオーリンズとリトルロックに3回に分けて延べ6機が援助物資を輸送した。またインドからもIl-76が飛来している。
また空中消火用消防飛行機としても多くの国での実績を積み重ねている。Il-76Pは比較的簡単に改造できる消防飛行機として1990年に発表された。VAP-2型給水タンクを1時間30分で取り付け、取り外しが出来、約40tの水を運搬できる。これはC-130の2.5倍の容量である。
2012年には大規模な近代化を実施したIl-76MD-90Aが初飛行しており、ロシア空軍は最初の2機のIl-76MD-90Aを2015年末に受領する。ロシア国防省は2012年10月にこの新しい派生型39機を総額1,400億ルーブル(45億ドル)で発注した。最初の2機のIl-76MD-90Aはロシア空軍のイヴァノヴォ空軍基地に配備され、軍事輸送航空コマンド（ロシア語のアクロニムで VTA）によって運用される。Il-76MD-90Aの運用は軍のみだが、非常事態省や警察、連邦保安庁を含む他の政府機関への採用を働きかけている。またアルジェリア、イラン、カザフスタン、南アフリカへの輸出も視野に入れているとされる。
新型機の生産と並行して比較的経年の浅い旧型のIl-76M/MDの近代化改修計画が進められる。改修内容はアビオニクスの一新と自己防御装置の搭載でエンジンは引き続きD-30KP-2を使用する予定で運用期間を10年から40年間まで運用する予定。現在、VTAは旧式のおよそ120機のIl-76M/MDを運用する。ロシア国防省は2017年3月に既存のIl-76MDのMD-M規格への改修契約をイリューシンと締結、2018年までに3機の改修を終え、2機が受領される予定である。

## 製造
1,000機近くのIl-76はウズベキスタン・タシュケントのTAPOiChで生産されたが、ロシアとウズベキスタンとの関係悪化、生産された機体の利益分配をめぐる論争などの問題から2009年のプーチン大統領の決定によりロシアのウリヤノフスクのアヴィアスタル-SPで生産されることになった。アヴィアスタル-SPのCEOであるセルゲイ・デメンチェフは今後15年間で最大190機生産する予定であると述べた。最終組み立て施設を改修することで年間生産機数は18機に増える予定である。

## 派生型
Il-76には、輸送機型をはじめ空中早期警戒機や空中給油機など汎用的な派生型が存在する。また尾翼付近に銃座を設置した軍用型のほか、貨物輸送用の民間型も存在する。なお、尾部銃座を設置しているものの、通常は機銃を取り外して運用されている軍民共用型も存在する。

### 量産型
Il-76
基本の軍用輸送機型で最初に生産された。試作機は1971年3月25日に初飛行した後、量産初号機が1973年5月5日に進空した。
Il-76D
空挺師団向けに製作された軍用輸送機。尾翼付近にGSh-23 23mm機関砲を装備。
Il-76M
改良型。中央翼に燃料タンクを増設して航続距離を延長、電子戦機材とチャフ・フレア・ディスペンサーを搭載している。尾部の銃座は除去された。搭載量は42トンに強化された。1978年3月24日に初号機が初飛行した。
Il-76MD
Il-76Mの改良型でNATOコードネームはキャンディッドB。胴体や降着装置も強化されている。積載量は48トンに増加しており最大離陸重量も190トンに増えた。貨物40トンを積載した際の航続距離は4,200kmである。内蔵されているバッテリーも新型に置き換えている。胴体には爆弾や無線ビーコンを吊るすための追加のパイロンを4基装備することが可能。1981年3月6日に原機が初飛行した。
Il-76MD Skal'pel-MT
移動病院型。報道ではScalpel-MTとも表記される。
Il-76MDM
ロシア空軍のIL-76MDを近代化したもの。30-35機改修予定。改修費用はIl-476の1/3とされている。
D-30KPエンジン、機体、着陸装置の強化により機体寿命を15年延長、ペイロードも増加している。アビオニクスはIl-476と共通化される。また自己防御システムとしてプレジデント-Sシステムが搭載される。
飛行試験は2015年後半に始まったが、技術的問題により現在のIl-76MDに新しいシステムおよび装備を適合させる作業が遅れ、アップグレードされた最初の機体は2016年2月28日初飛行した。
Il-78
53機製造された空中給油機型。Il-78（NATOコードネーム：Midas(マイダス)）と別途呼ばれているが、基本形はほぼ同じである。
A-50
40機生産された早期警戒管制機型（NATOコードネーム：Mainstay(メインステイ)）。
アドナン1
3機生産されたイラク空軍の早期警戒管制機型。フランスの支援を受け地対空用レーダーであるTRS-2100タイガーSを搭載し、機首に直径9mのグラスファイバー製レドームを装備。この結果、機首下の窓は廃止された。胴体にはストレーキが2枚追加されている。胴体後部のカーゴランプは撤去され固定式のトムソンCSF社製のタイガーGレドームを搭載している。初期段階では都市名に因んでバグダッド1(Baghdad 1)とも呼ばれた。同機は1989年のバグダッド武器展示会で発表された。
1機は湾岸戦争で破壊された。残りの2機は、逃亡先のイラン空軍に捕獲された。その後、ロシアの支援の下イランが開発したレーダー（探知距離1,000km）が装備され、2008年4月より運用が開始された。
アドナン2
1機生産されたTRS-2105タイガーG（探知距離350km）を搭載した改良型。バグダード2(Baghdad 2)とも呼ばれた。後に、湾岸戦争の際にイランに逃亡した。鹵獲後は"シームルグ"と命名された。2009年9月22日にF-5Eあるいはサーエゲと衝突して失われている。
Il-76MD-K
1機生産されたイラク空軍がIl-76MDを独自に空中給油機化としたもの。胴体後部を改造しソ連製のUPAZ-1吊り下げ型給油ユニットを貨物室内の中央ラックに装備している。主翼ではなく胴体に取り付けた構造のため離着陸時には貨物ハッチのフラップを持ち上げる必要があった。主に1機のMiG-23BNかSu-22M4のみに給油が出来た。
Il-76K/Il-76MDK/Il-76MDK-II
宇宙飛行士の訓練用。弾道飛行することにより無重力を作り出すことが可能である。ガガーリン宇宙飛行士訓練センターに配備されている。

Il-76MD-90
既存のIl-76MDの近代化改修型。エンジンをPS-90A-76に換装して航続距離を5400kmに延伸し、ペイロードを50トンに拡大、巡航速度も850kmとなった。機体の運用寿命も延長されている。
Il-76MD-90A (Il-476)
大規模発展型で広範囲に渡ってに設計変更・改修が加えられている。
エンジンをPS-90A-76に換装し、機体に複合材料を適応、主翼を新開発されたものに変更、これにより航続距離は5,000kmとなり、ペイロードも53トンに増加し、離着陸滑走距離も150m低下した。アビオニクス面では、コックピットのグラスコックピット化をはじめとする改良がされており、デジタル式航法システム（KUPOL-Ⅱシリーズ）、SAU-76デジタル・フライト・コントロール・システムを採用した。
また、ロシアの輸送機として初めてトイレを備えたのも特徴である。トイレ（容量は28リットル、6名の搭乗員+数十名の兵員を想定）は機首部分に独立したものが備えられているほか、140名の兵員を空輸する際にはさらに2基のトイレモジュール（各80リットルの容量）を追加搭載可能である。 離着陸前後は使用できないものの、長距離飛行の際に特に有効とされる。
さらに、調理用のキッチンモジュールやお湯を沸かすためケトルも搭載が行われている。なお、冷蔵庫については、ロシア製には適当なものが無く、外国製は高すぎるためといった理由から搭載は断念された。
ロシア空軍が39機を発注している。
A-100
早期警戒管制機型。実用化は2017年を予定している。
Il-78M-90A（Il-478）
空中給油機型。2015年に試作機が完成予定である

Il-76VKP（Il-82）
コマンドポスト/通信中継型。前部胴体正面にカヌー状の大型フェアリングを備える。

### 民間
Il-76T
民間向け。1978年11月4日に初飛行した最初の派生型。「キャンデットA」。
Il-76MGA
初期に考案された商業貨物輸送型。プロトタイプ2機を含む14機が生産された。

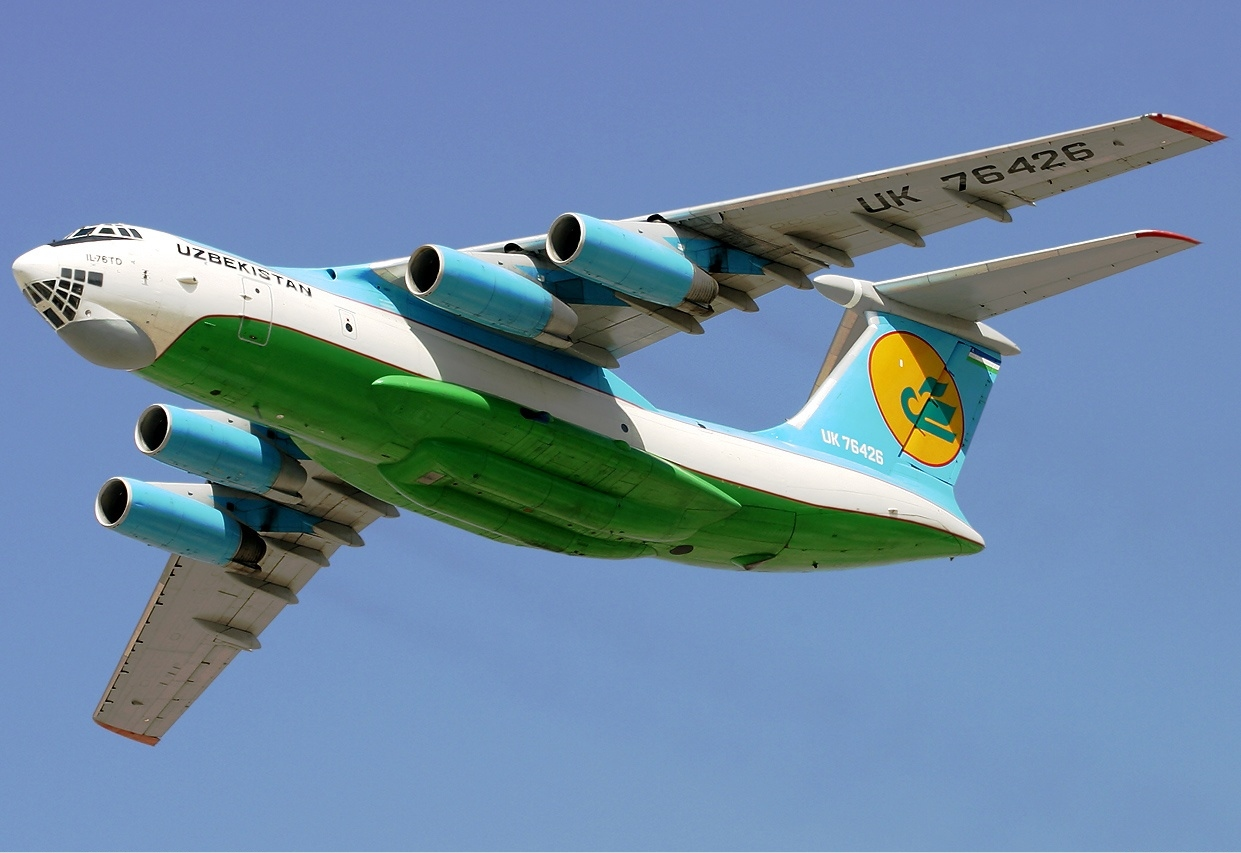
Il-76TD
MDの民間向け改良版。1982年初飛行。
チリから南極まで行くことができる旅行ではこの機体が使用される。
乗客定員は60名。
Il-76TD-90VD
ヴォルガ・ドニエプル航空のために開発されたIl-76TDの改良型。PS-90エンジンを採用しグラスコックピットを部分的に装備。2012年時点、4機が運用されている。チャーター便として関西国際空港に飛来したこともある。
IL-76TD-90SW
シルクウェイ航空向けの改修型。Il-76TD-90VDと同様。
Il-76TD-S
移動病院型。Il-76MD Skal'pel-MTと良く似ている。
Il-76TD-90A
2016年3月24日に開発が決定されたIl-76MD-90Aの民間型。
Il-76P / Il-76TP / Il-76TDP / Il-76MDP
消防航空機型。1990年初飛行。VAP-2消火剤タンクキットを装備し、約40tの水を搭載して火災現場に投下可能。
TベースのTPのほか、TDベースのTDPが最新型として用意されている。

### 試験機
Izdeliye-576
詳細は不明。
Izdeliye-676
テレメトリー及び通信中継の試験機。
Izdeliye-776
テレメトリー及び通信中継の試験機。
IZdeliye-976 ("SKIP")
ミサイル試験のモニタリングにも使用される。A-50などと同様のシュメーリレーダーを装備し、翼端にはポッドはテレメトリーの受信用ポッドが装備される。後にシュメーリレーダーはアップグレードにより除去された。
Izdeliye-1076
特務作戦用の試験機。
Izdeliye-1176（Il-76-11）
電子諜報用のELINT型の試験機。
Izdeliye-176
Il-76PPのプロトタイプ。
A-60
航空機搭載レーザーの研究機でアメリカのAL-1に相当する機体であり純正な実験機でもある。Il-76 バージョン 1Aとも呼ばれる。2機が試作されたが1993年に計画が停止した。その後2009年に再開したが2011年に再度停止した。その後2013年に開発計画が再開した際に使用するレーザーを強力なものにし、2機の内1機をA-60SE(Il-76MD-90Aをベースにしている)に再改造するとのこと。
Il-76LL
エンジンの試験機。
CFTEエンジンテストベッド機
中国がエンジンのテストベッド機としたもの。
Il-76-Tu160
Tu-160緊急修正計画をサポートする一時的に変換したもので終了後に元のIl-76に戻された。
Il-76PP
ECM用試験機。大きな問題が発生したため機材はIzdeliye-176に搭載されたのみとなった。

### 計画機
Il-76MD-14
MAKS-2013で発表された。PD-14エンジンへの換装案。
Il-76MF
エンジンをPS-90に換装し、胴体を6.6m延長して最大離陸重量210t、搭載重量を60tに増やした改良版。1995年に試作機が飛行した。CFM56-5C2あるいはC4への換装計画もありTAPO、イリューシン、CFMインターナショナルは2000年にMoUを結びウズベキスタン政府も支援のため5機を注文したが、実現はしなかった。
Il-76PS（Il-84）
救難機型。製造されず。
Il-96
初期に考案された旅客機/貨物輸送型。計画のみ。
Il-76TF
MFの民間向け、PS-90エンジンを採用し胴体を延長したもの。かつての西側諸国での騒音規制に対応しているが量産されていない。
Il-76PSD
Il-76MFに合成開口レーダーを搭載したものだが計画のみで終了。
Il-76MF-90A
国防省からの要請で開発が検討されているストレッチ型。Il-76MD-90AをIl-76MF同様にストレッチする。現時点では型式は正式なものではないが開発された場合この形式を受け取ることになるという。

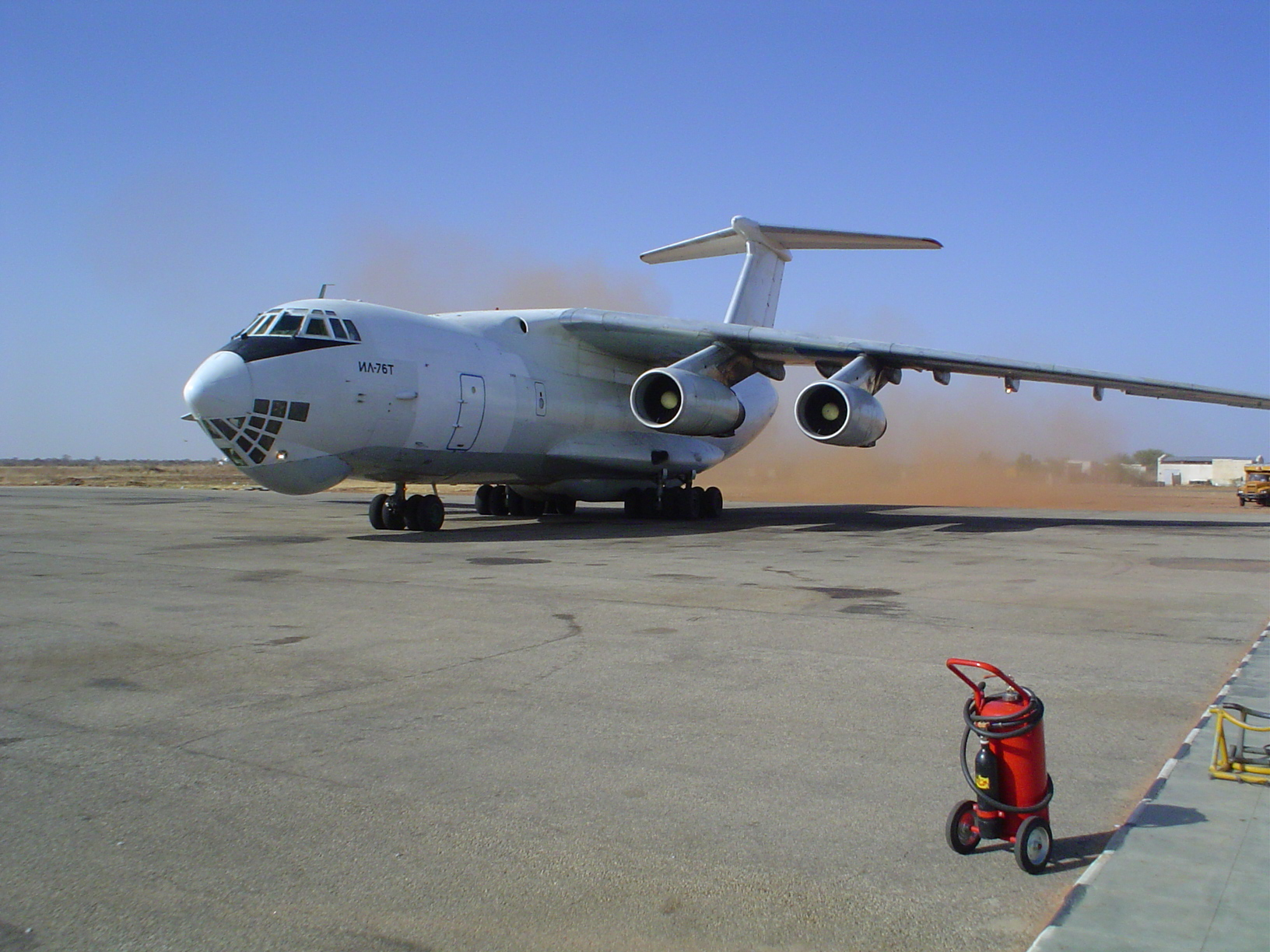
Il-76T
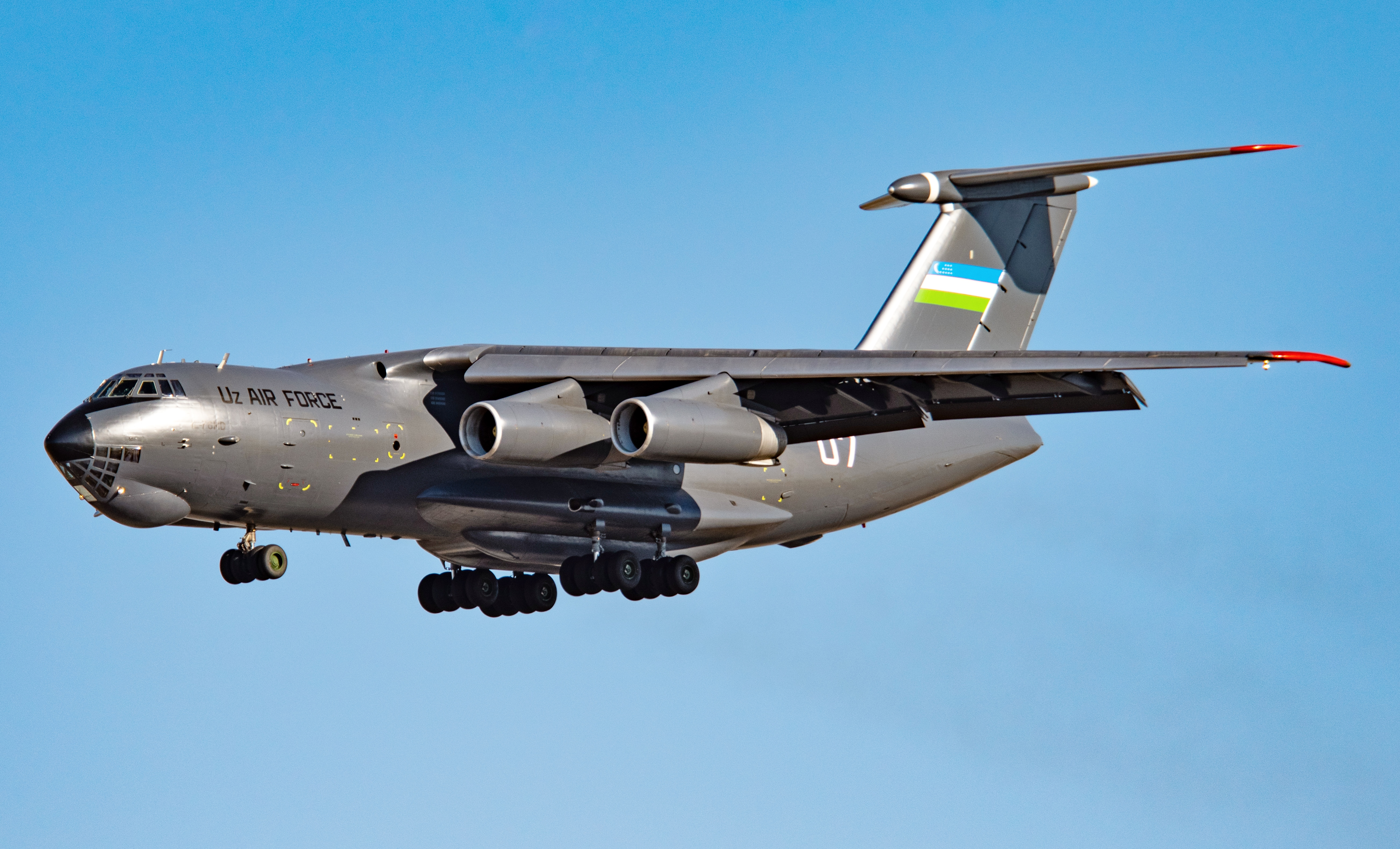
Il-76MD
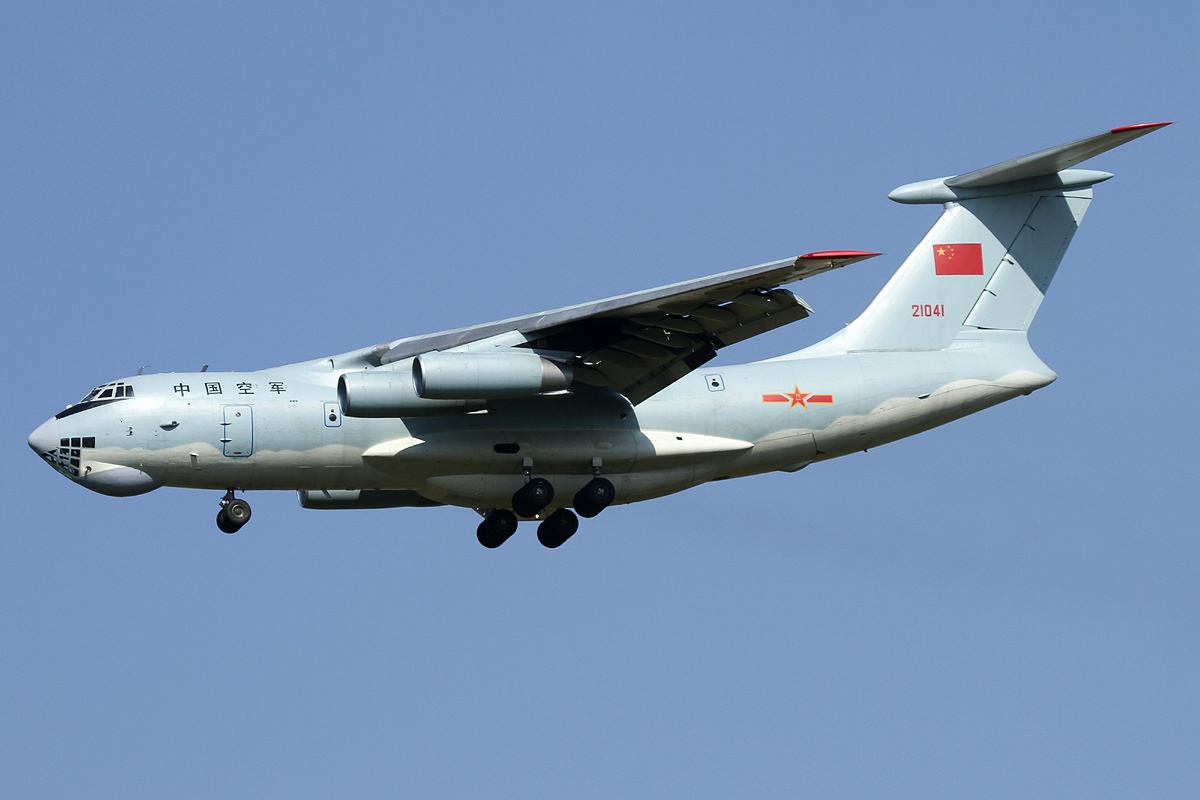
Il-76MD
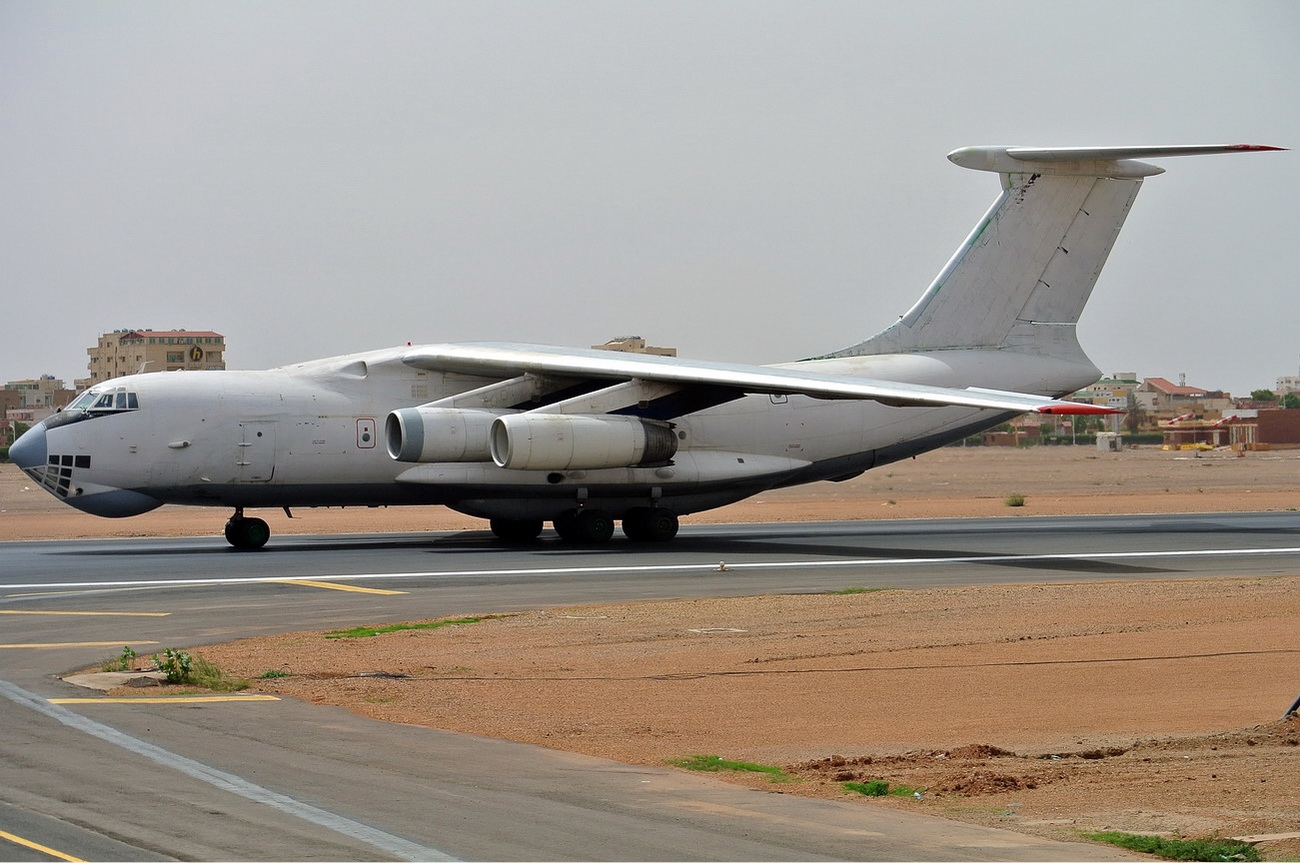
Il-76TD
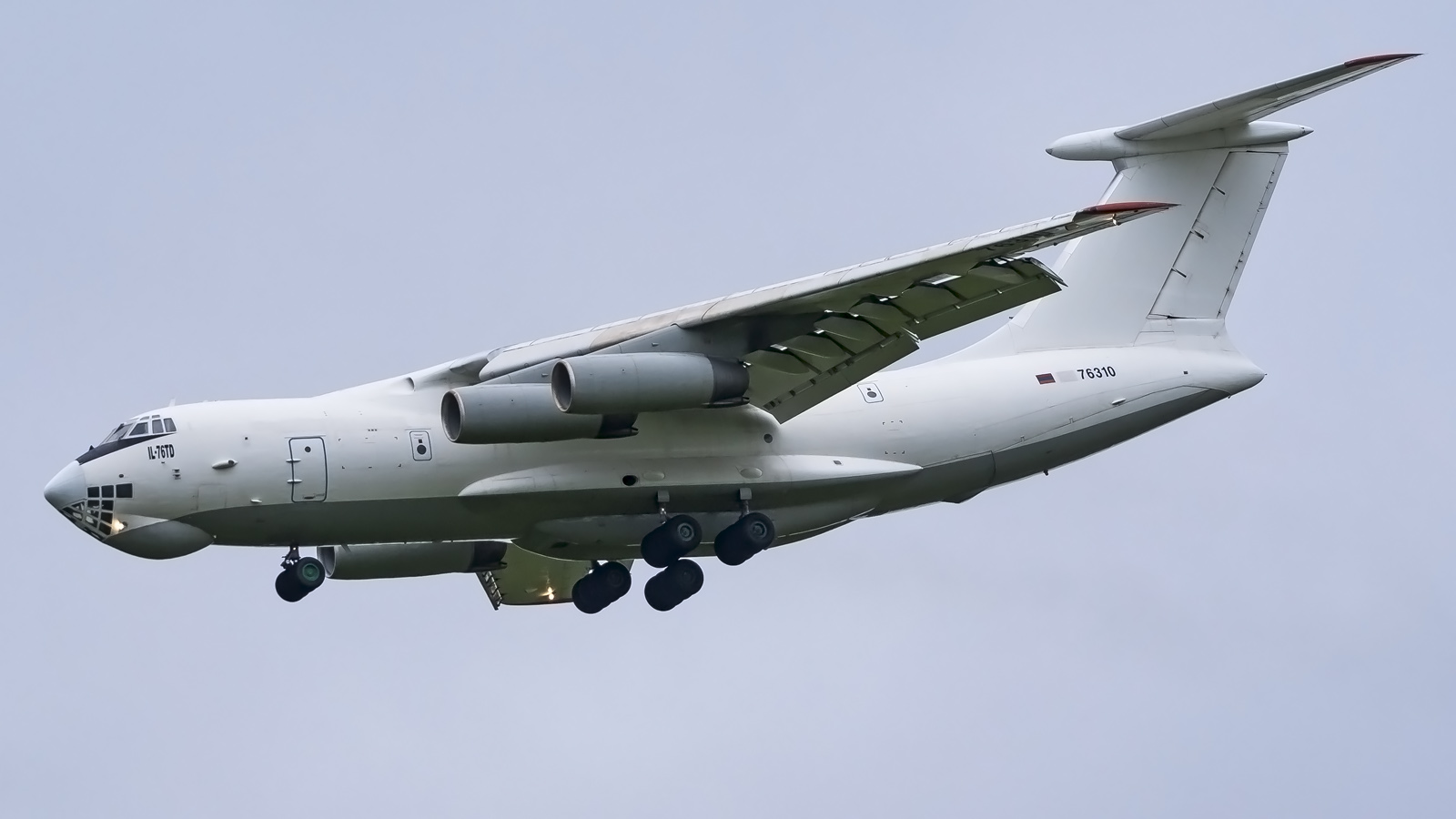
Il-76TD
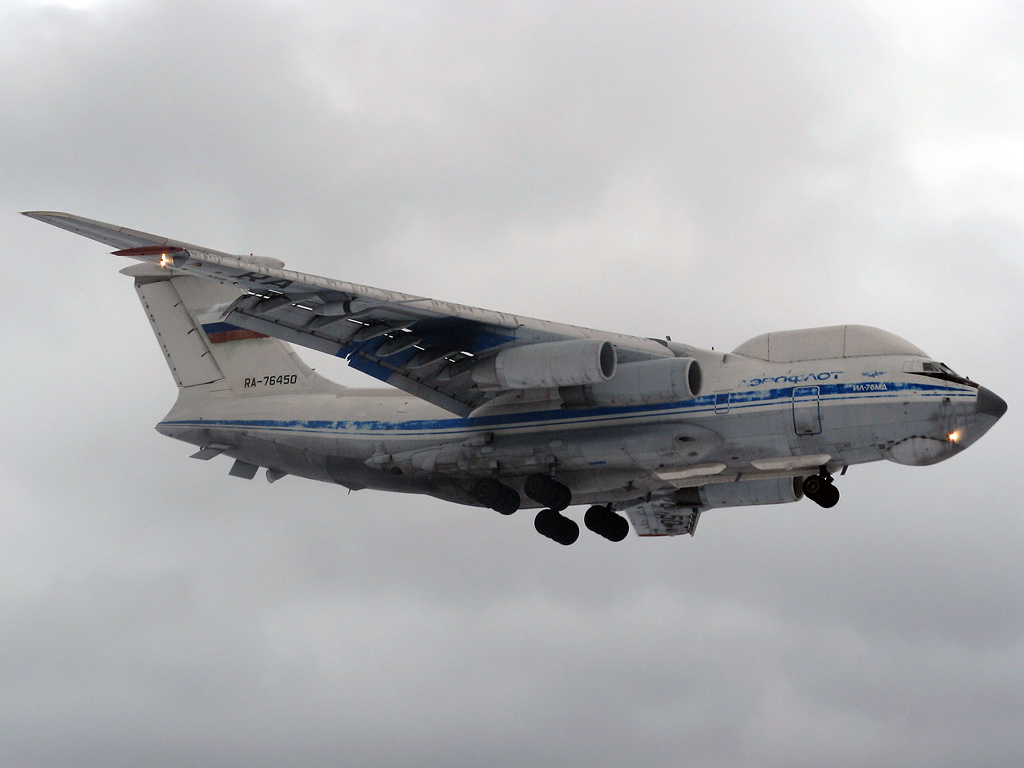
Il-76VKP
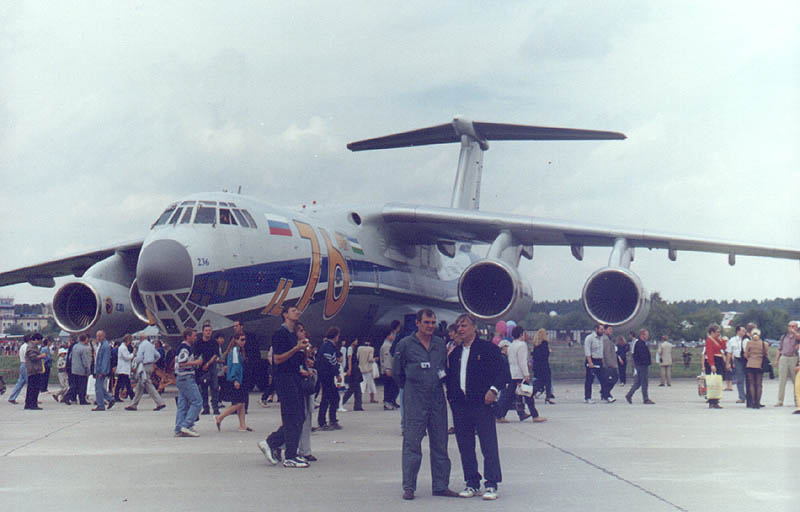
Il-76MF
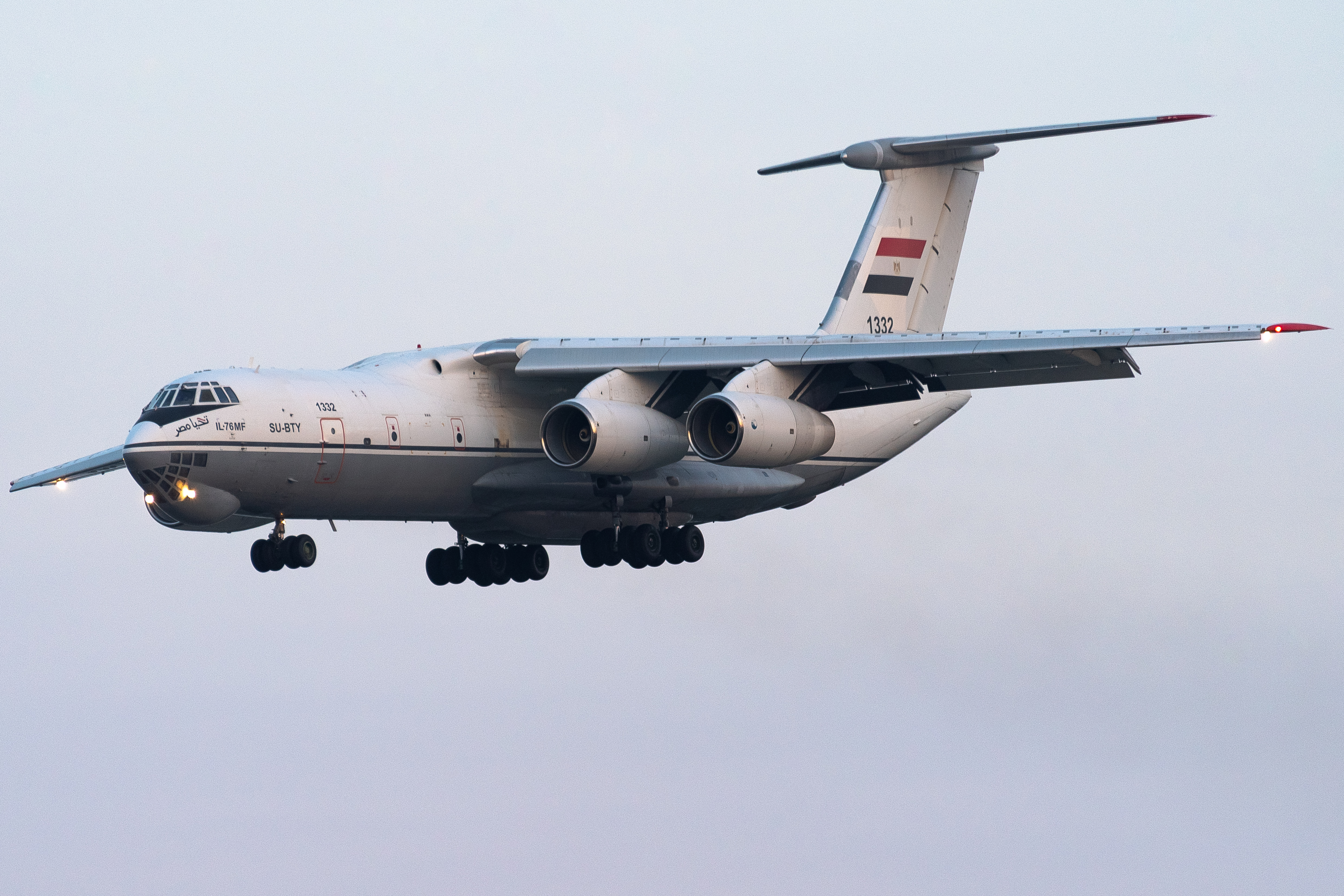
Il-76MF
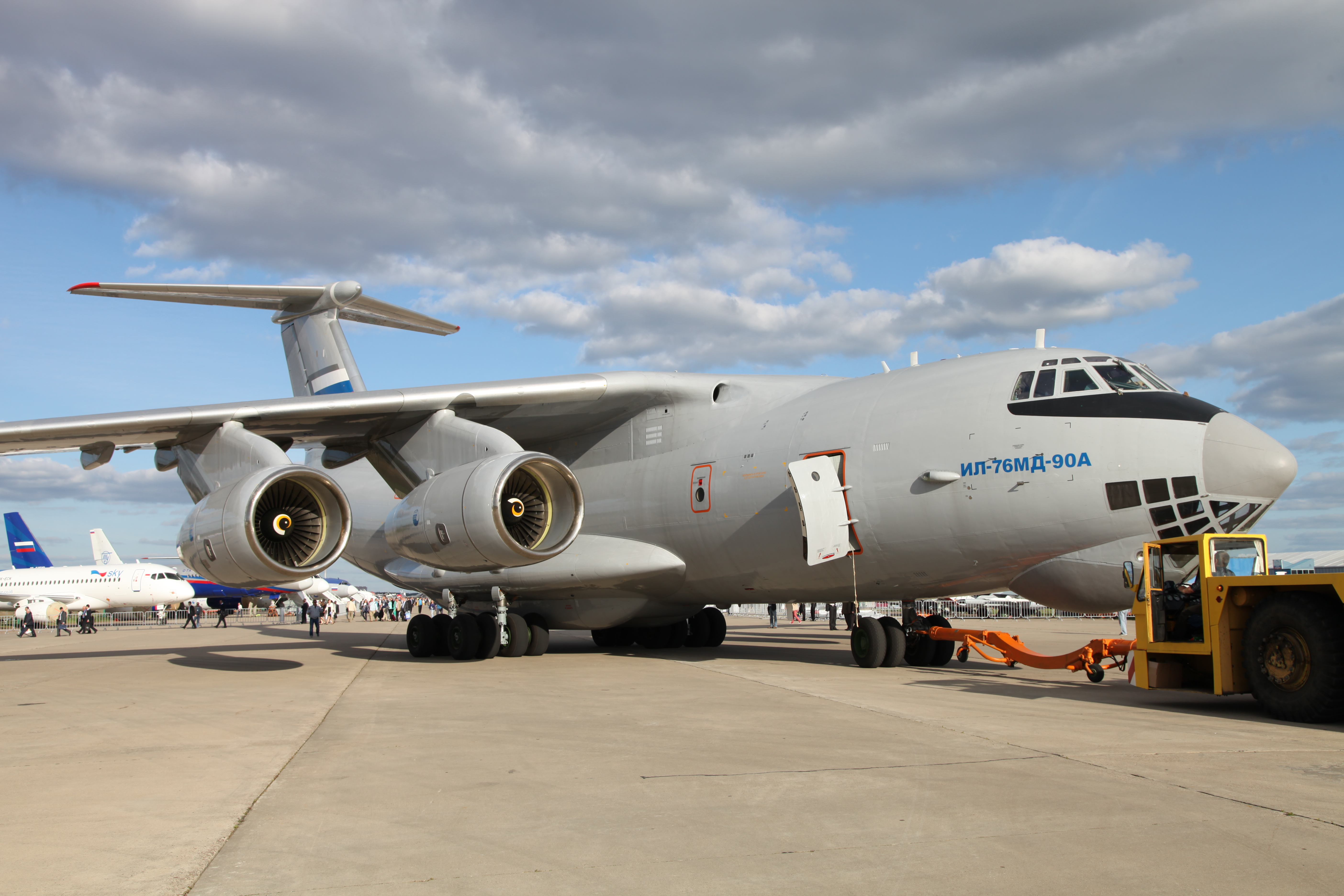
Il-76MD-90A
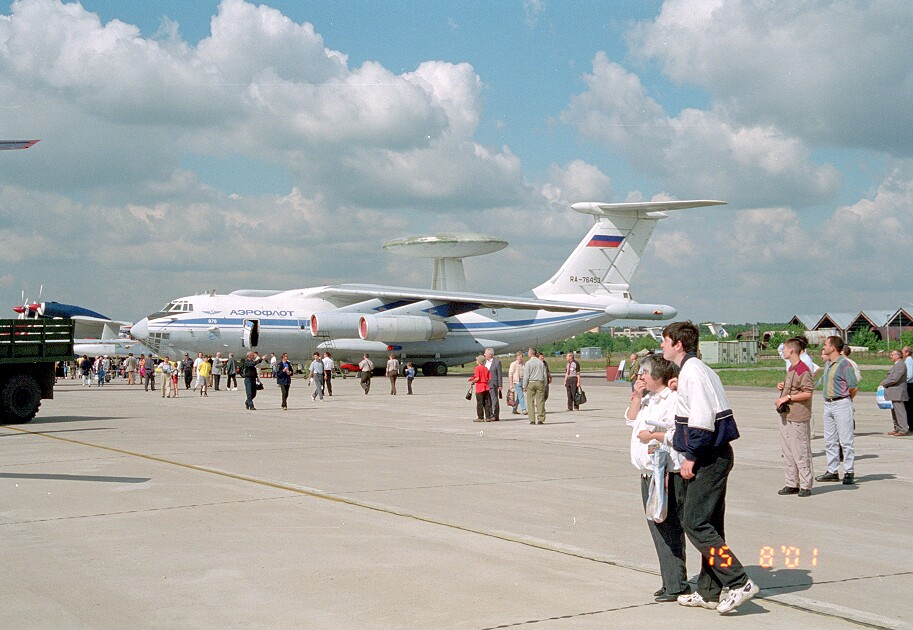
Il-76-SKIP
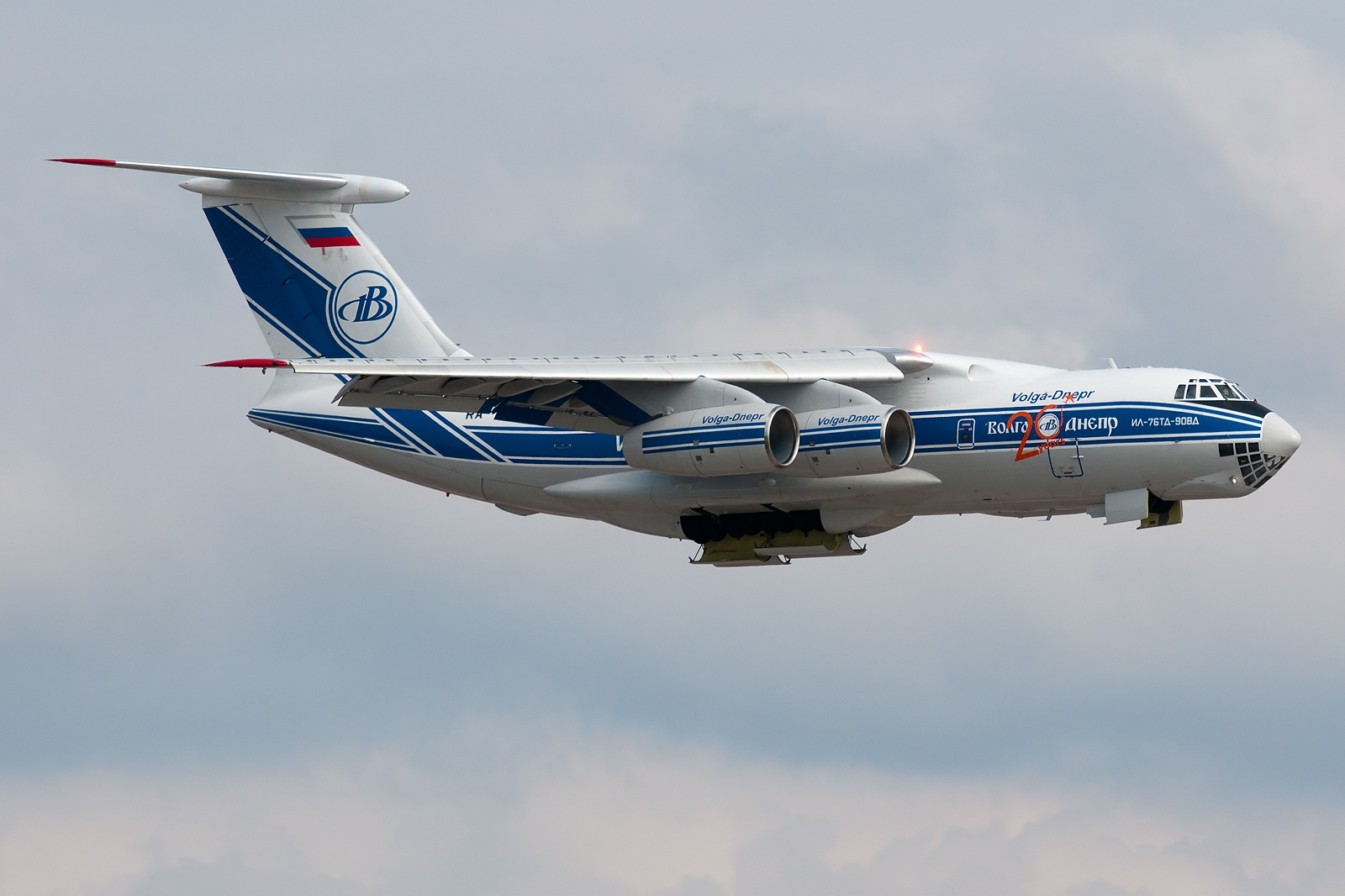
Il-76TD-90VD
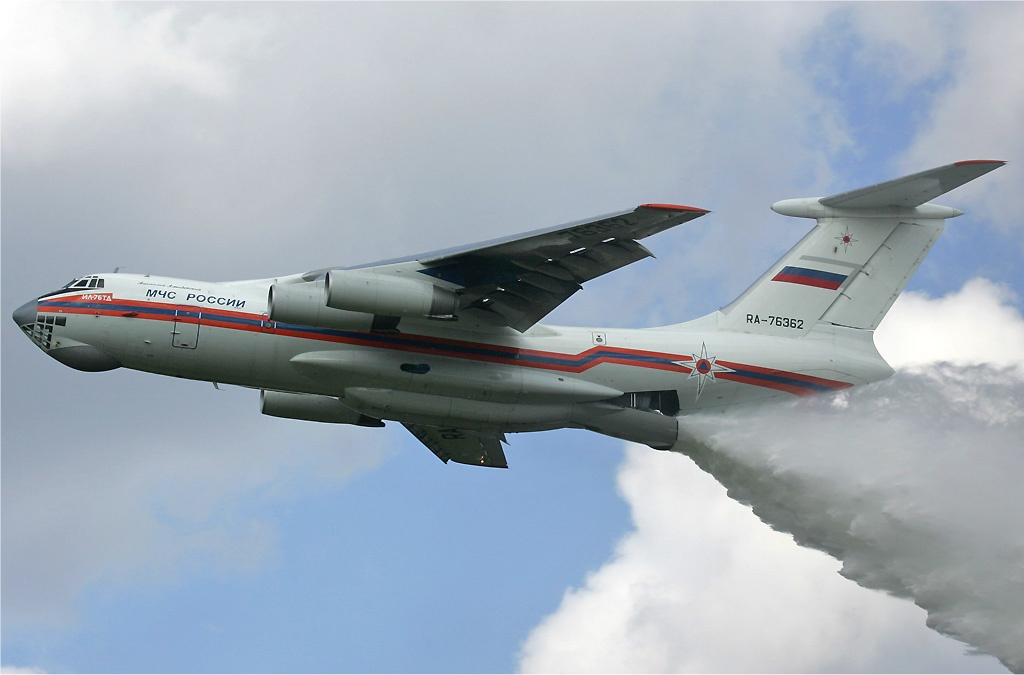
Il-76TDP
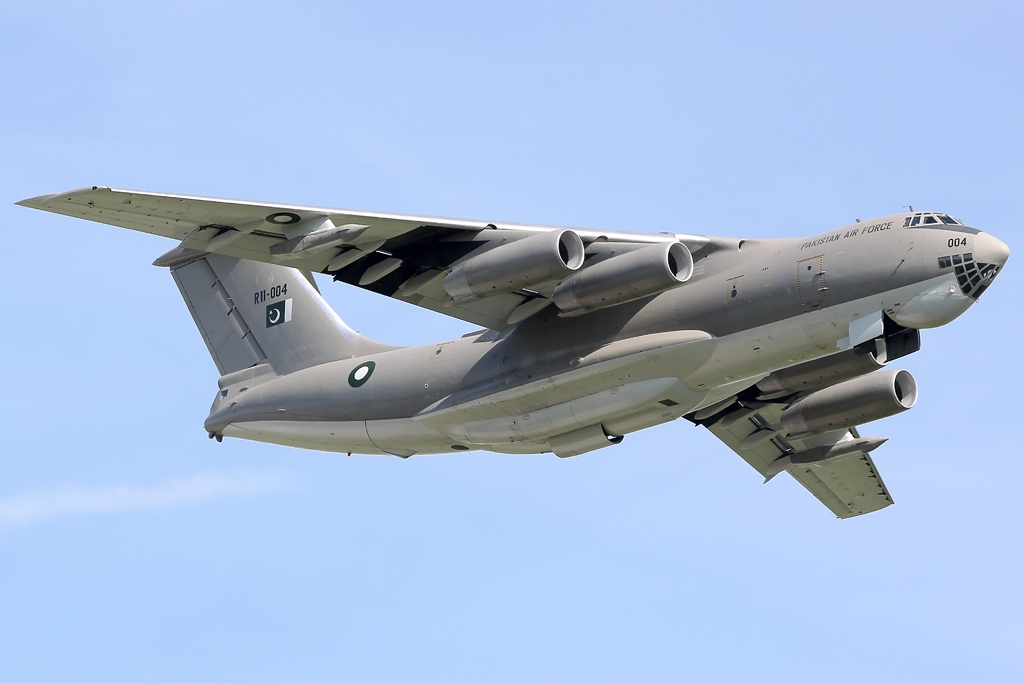
Il-78
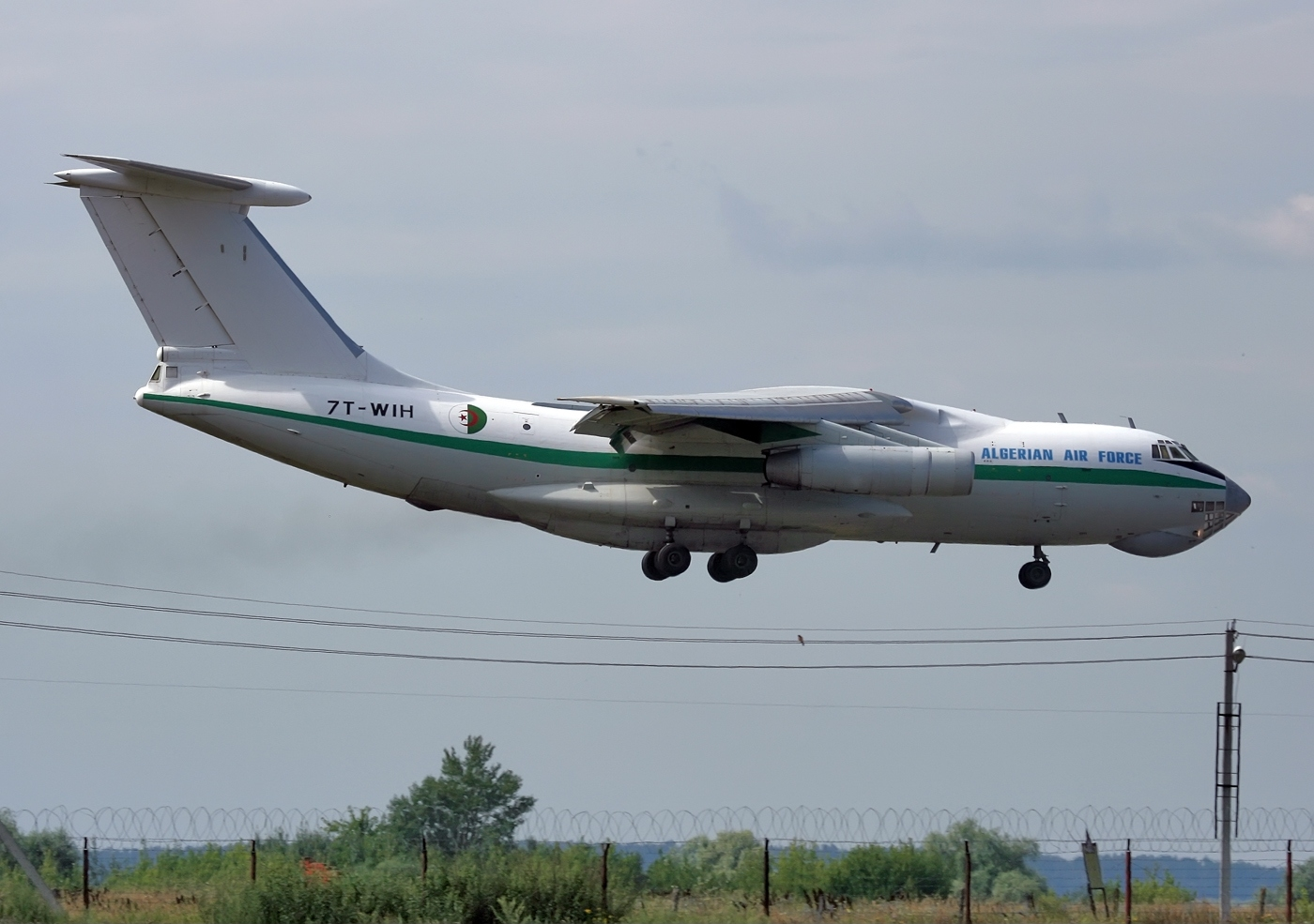
Il-78
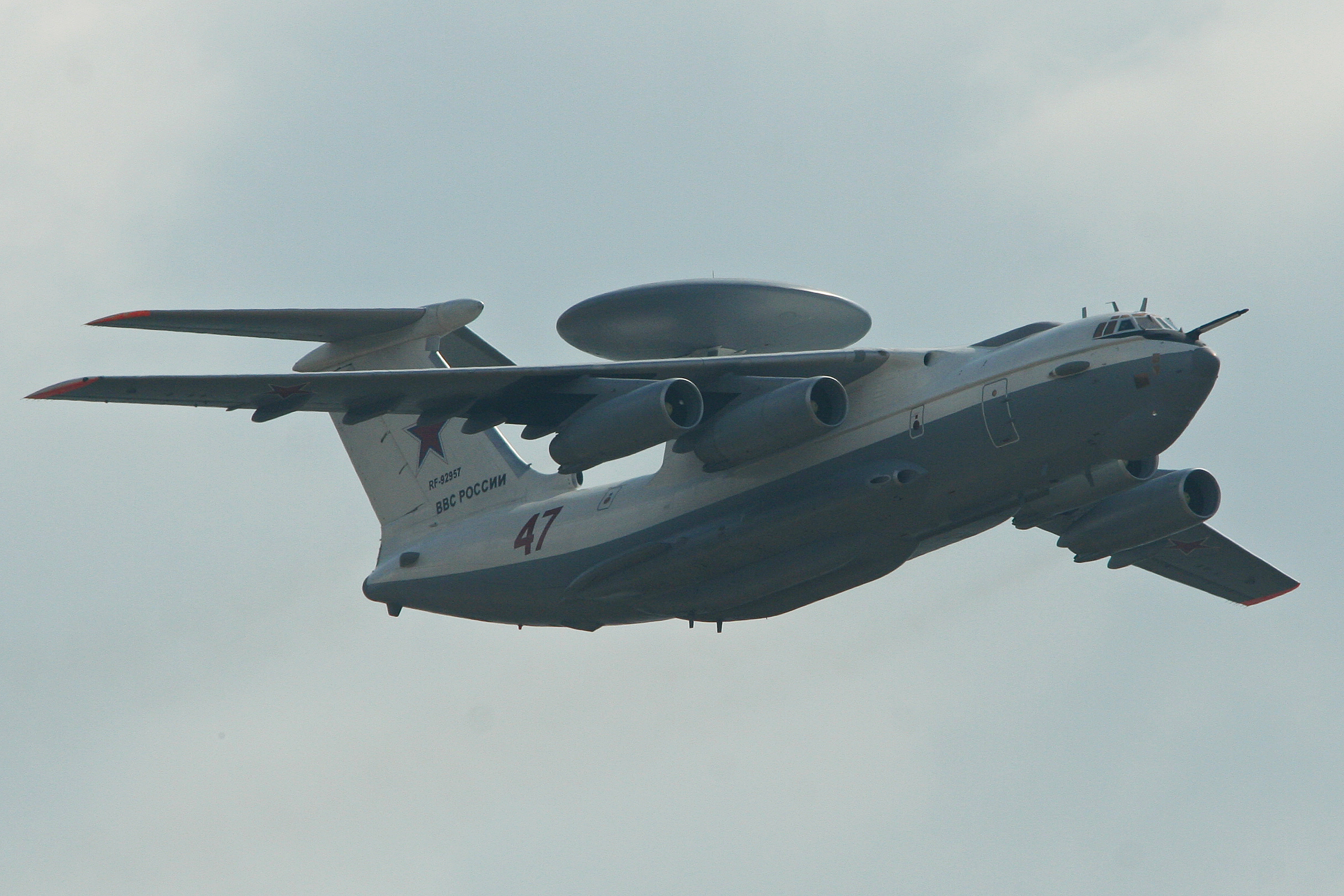
A-50U
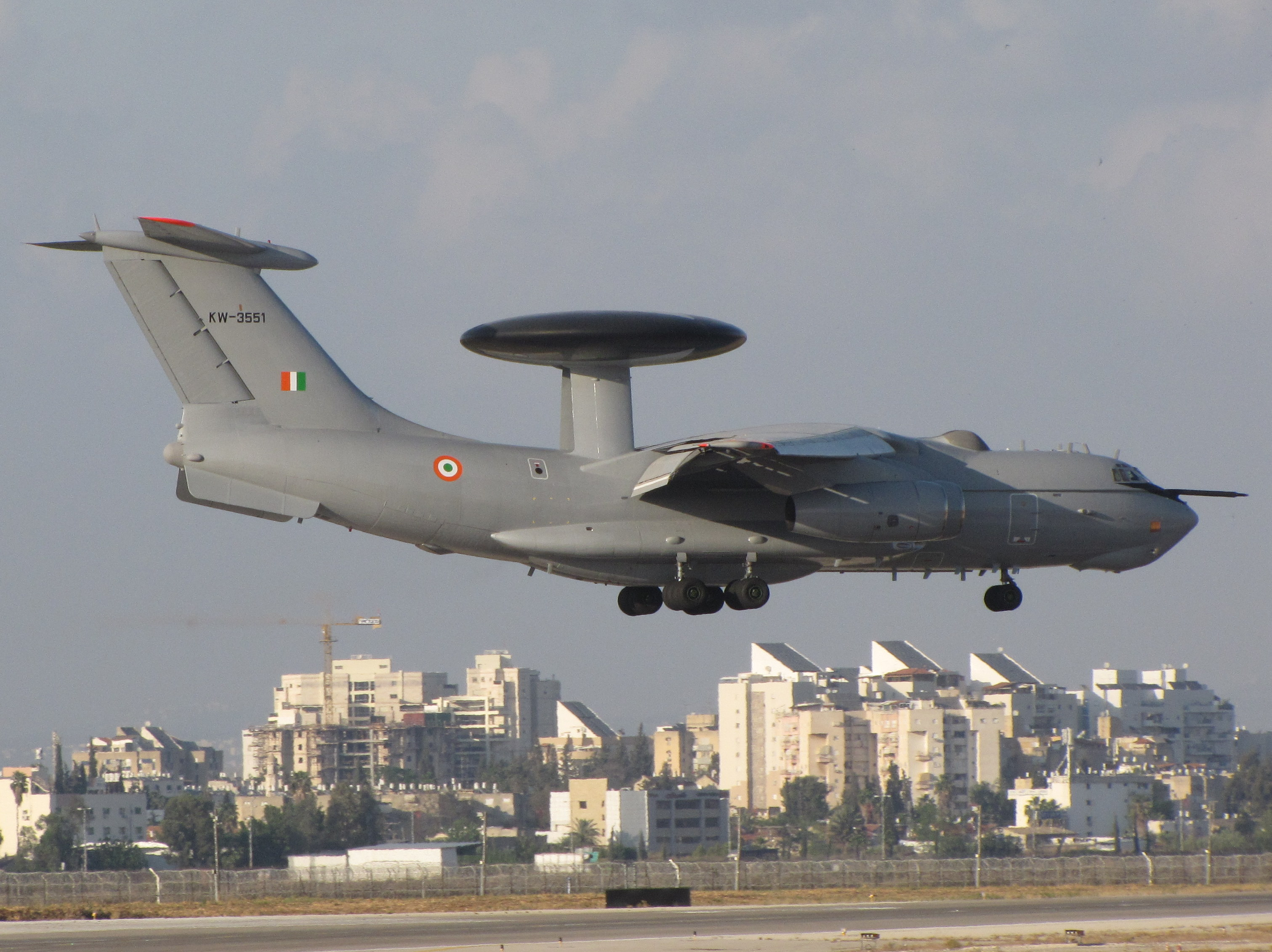
A-50EI

## 事故
- 1996年11月12日 - インドのチャルキ・ダドリ付近でボーイング747と空中衝突して墜落、乗客乗員全員が死亡。
- 2003年2月19日 - イランのIl-76MDがケルマーンの南東35kmに墜落、Il-76の事故としてもイランの航空機事故としても過去最悪の275名が死亡。
- 2009年1月15日 - ロシアのウイタシ空港でロシア内務省のIl-76同士が地上衝突、乗員4人が死亡。
- 2010年11月28日 - パキスタンのジンナー国際空港を離陸直後に墜落、乗員8人と地上の4人が死亡。
- 2018年4月11日 - アルジェリア首都アルジェ近郊で軍の輸送機が離陸直後に墜落。搭乗者257人全員が死亡[31]。
- 2022年6月24日 - リャザン州でロシア軍のIl-76がエンジントラブルを起こし墜落、4人が死亡、5人が負傷[32]。
- 2024年3月12日 - イヴァノヴォ州でロシア軍のIl-76MDがエンジントラブルを起こし墜落、乗員16人全員が死亡[33][34]。

## 撃墜
2024年1月24日、ロシア領ベルゴロド州でIl-76が墜落した。ロシア側は事前に合意されていた捕虜交換は24日午後にコロティロフカ検問所で行われる予定だった、捕虜が乗ったIl-76をウクライナ軍が撃墜したと主張した。ゼレンスキー大統領は墜落について「明確な事実を確定する必要があるが墜落はロシア領内で起きた」とし、国際的な調査の実施を求める考えも示した。

## 採用国

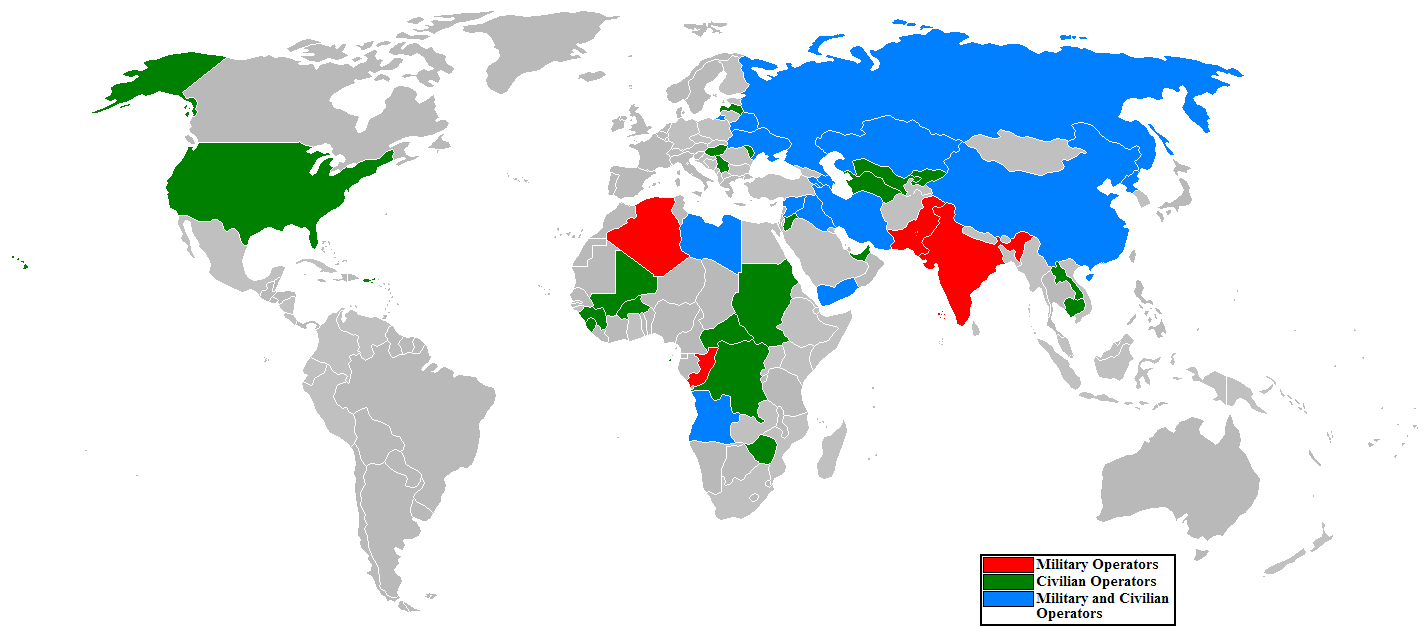

### 軍用型
- アルジェリア
- アンゴラ
- アルメニア - 2024年時点で、アルメニア空軍が3機のIl-76を保有[37]。
- 中国
- エジプト
- 赤道ギニア
- インド - 2024年時点で、インド空軍が17機のIl-76MDを保有[38]。また、6機のIl-78空中給油機と3機のIl-76TD Phalcon早期警戒機も保有している[38]。
- イラン
- ヨルダン
- パキスタン
- コンゴ民主共和国
- スーダン

### 民間型
- アエロフロート・ロシア航空
- イラク航空
- リビアン・アラブ航空
- シリア・アラブ航空

- Reem Air
- ヴォルガ・ドニエプル航空
- トルクメニスタン航空
- カザフスタン航空

- シルクウェイ航空
- Kosmas Air
- 高麗航空
- アルロサ航空

### 両方
- アゼルバイジャン - 2024年時点で、アゼルバイジャン空軍が2機のIl-76TDを保有[39]。
- ベラルーシ
- ロシア
- シリア
- ウズベキスタン - 2023年時点で、ウズベキスタン空軍が2機のIl-76MDを保有[9][40]。

## 性能
|              | Il-76M                                                    | Il-76TD                                                  | Il-76MF                                                  |
| 全長         | 46.59 m                                                   | 46.59 m                                                  | 53.19 m                                                  |
| 翼幅         | 50.50 m                                                   | 50.50 m                                                  | 50.50 m                                                  |
| 翼面積       | 300 m²                                                    | 300 m²                                                   | 300 m²                                                   |
| アスペクト比 | 8.5                                                       | 8.5                                                      | 8.5                                                      |
| 翼面荷重     | 最小 (機体重量): 307 kg/m2 最大 (最大離陸重量): 567 kg/m2 | 最小 (機体重量):307 kg/m2 最大 (最大離陸重量): 633 kg/m2 | 最小 (機体重量):347 kg/m2 最大 (最大離陸重量): 700 kg/m2 |
| 全高         | 14.76 m                                                   | 14.76 m                                                  | 14.45 m                                                  |
| 非搭載時重量 | 92 t                                                      | 92 t                                                     | 104 t                                                    |
| 最大離陸重量 | 170 t                                                     | 190 t                                                    | 210 t                                                    |
| 最大積載量   | 40 t                                                      | 48 t                                                     | 52 t                                                     |
| 胴体最大直径 | 4.80 m                                                    | 4.80 m                                                   | 4.80 m                                                   |
| 貨物部幅     | 3.46 m                                                    | 3.46 m                                                   | 3.46 m                                                   |
| 貨物部全高   | 3.40 m                                                    | 3.40 m                                                   | 3.40 m                                                   |
| 貨物部全長   | 20 m                                                      | 20 m                                                     | 25.75 m                                                  |
| エンジン     | ソロヴィヨーフ D-30KP×4 それぞれの推力 118 kN             | ソロヴィヨーフ D-30KP シリーズ 2×4 それぞれの推力 122 kN | ソロヴィヨーフ PS-90A-76×4 それぞれの推力 142 kN         |
| 最大速度     | 850 km/h                                                  | 850 km/h                                                 | 850 km/h                                                 |
| 巡航速度     | 750 km/h                                                  | 750 km/h                                                 | 800 km/h                                                 |
| 進入速度     | 220 km/h                                                  | 220 km/h                                                 | 240 km/h                                                 |
| 最大高度     | 15,500 m                                                  | 15,500 m                                                 | 15,500 m                                                 |
| 巡航高度     | 9,000 m                                                   | 12,000 m                                                 | 13,000 m                                                 |
| 航続距離     | 5,000 km (40 t積載時) 4,200 km (最大積載時)               | 5,400 km (40 t積載時) 4,400 km (最大積載時)              | 6,300 km (40 t積載時) 5,800 km (最大積載時)              |
| 離陸滑走距離 | 850 m                                                     | 1,700 m                                                  | 1,800 m                                                  |
| 着陸滑走距離 | 450 m                                                     | 1,000 m                                                  | 990 m                                                    |
| 初飛行       | 1978年3月24日                                             | 1982年5月5日                                             | 1995年8月1日                                             |
| 生産機数     | 242機（164機が現役）                                      | 不明                                                     | 不明                                                     |

|                  | C-5B             | C-17                           | Il-76MD                         | An-124                           | An-225            | Y-20             |
| ---------------- | ---------------- | ------------------------------ | ------------------------------- | -------------------------------- | ----------------- | ---------------- |
| 画像             |                  |                                |                                 |                                  |                   |                  |
| 乗員             | 2 - 5名          | 2 - 4名                        | 5名                             | 4 - 6名                          | 6名               | 3名              |
| 全長             | 75.3 m           | 53.0 m                         | 53.19 m                         | 68.96 m                          | 84.0 m            | 47.0 m           |
| 全幅             | 67.89 m          | 51.8 m                         | 50.5 m                          | 73.3 m                           | 88.71 m           | 50.0 m           |
| 全高             | 19.84 m          | 16.8 m                         | 14.44 m                         | 20.78 m                          | 18.1 m            | 15.0 m           |
| 空虚重量         | 170 t            | 128.1 t                        | 92.5 t                          | 175 t                            | 285 t             | 100 t            |
| 基本離陸重量     | ―                | 263 t                          | ―                               | ―                                | 600 t             | ―                |
| 最大離陸重量     | 388 t            | 265.35 t                       | 210 t                           | 405 t                            | 640 t             | 220 t            |
| 最大積載量       | 122.471 t        | 77.519 t                       | 53 t                            | 150 t                            | 250 t             | 66 t             |
| 貨物室           | L37.0×W5.8×H4.1m | L26.83×W5.49×H3.76m            | L20.0×W3.4×H3.4m                | L36.0×W6.4×H4.4m                 | L43.35×W6.4×H4.4m | L20.0×W4.0×H4.0m |
| 発動機           | TF39×4           | F117-PW-100×4                  | PS-90A-76×4                     | D-18T×4                          | D-18T×6           | D-30KP-2×4       |
| 発動機           | ターボファン     |                                |                                 |                                  |                   |                  |
| 巡航速度         | 830 km/h         | 830 km/h                       | 800 km/h                        | 800 – 850 km/h                   | 800 km/h          | 810 km/h         |
| 航続距離         | 122 t / 4,444 km | 0 t / 9,815 km 71 t / 4,630 km | 40 t / 5,000 km 53 t / 4,200 km | 0 t / 15,000 km 150 t / 3,700 km | 600 t / 4,000 km  | 0 t / 7,500 km   |
| 最短離陸滑走距離 | 1,600 m          | 1,000 m                        | 1,800 m                         | 2,530 m                          | 2,400 m           | 600 - 700 m      |
| 生産数（-2023）  | 131              | 279                            | 960                             | 55                               | 1                 | 68               |
| 運用状況         | 現役             | 現役                           | 現役                            | 現役                             | ※使用不能         | 現役             |

※ロシアのウクライナ侵攻による攻撃で焼損し、破壊される。

## 登場作品

### 映画
『ガーディアンズ』
アエロフロートのIl-76が登場。ハンがクラコフの送信設備と化したモスクワ・シティに降下するのに登場するほか、ガーディアンズの脱出に用いられるが、クラコフに操られて墜落する。

### アニメ
『FUTURE WAR 198X年』
アフガニスタンや沿海州に空挺師団や資源を輸送する通常型とD型、F型が登場。

### 漫画
『空母いぶき』
中国人民解放軍空軍のIl-76が登場。与那国島で空降兵のエアボーンを行った後、03式空挺歩兵戦闘車を空中投下した。また新多良間空港へ红旗7地対空ミサイルを輸送する。

### ゲーム
『PLAYERUNKNOWN'S BATTLEGROUNDS』
砂漠マップ「Miramar」の「La Bendita」で本機の残骸が確認できる。
『エースコンバットシリーズ』
『エースコンバットAH』では味方として登場し、『エースコンバット∞』と『エースコンバット7』では敵機として登場する。